# LGV Est européenne
Vous lisez un « bon article » labellisé en 2007.
La LGV Est européenne (nom parfois abrégé en LGV Est, voire LGV EE), ou ligne nouvelle 6 (LN6) [phase 1] et ligne nouvelle 8 (LN8) [phase 2], est une ligne à grande vitesse française, qui relie Vaires-sur-Marne, en Seine-et-Marne, à Vendenheim, dans le Bas-Rhin. Elle est destinée à améliorer les axes de communication entre le Nord-Est de la France, l’Allemagne, la Suisse et le Luxembourg. La ligne s'intègre dans le projet de la magistrale européenne, dont le but est de relier Paris à Budapest par un tracé composé majoritairement de lignes à grande vitesse.
La ligne a été construite en deux phases pour étaler les coûts. Le premier tronçon de la ligne, long de 300 km et reliant Vaires-sur-Marne et Baudrecourt (Moselle) est en service depuis le 10 juin 2007. Le second tronçon, long de 106 km, dont les travaux ont commencé à l'été 2010, devait être inauguré le 3 avril 2016,,. La mise en service partielle a été reportée au 3 juillet de la même année à la suite de l'accident d'Eckwersheim. La mise en service totale est effective le 11 décembre 2016.
Parcourue à 320 km/h, elle était à sa mise en service la ligne ferroviaire possédant la vitesse commerciale la plus élevée au monde. C'est également sur cette ligne que fut battu, en 2007, le record du monde absolu de vitesse sur rail, à 574,8 km/h.
Elle constitue la ligne no 005 000 du réseau ferré national, sous la dénomination « Ligne de Paris à Strasbourg (LGV) ».

## Histoire

En rouge continu, tracé des première et deuxième phases de la LGV Est européenne. En noir, tracé des lignes classiques empruntés par les TGV.

### Naissance du projet
En 1969, le ministre messin Raymond Mondon demande l'étude d'un train rapide Paris-Strasbourg qui suivrait le tracé du projet d'autoroute A4.
En 1970-1971, l'Union internationale des chemins de fer (UIC) propose une liaison rapide intervilles dont le tracé du segment Paris-Strasbourg est à peu près celui retenu par le TGV-Est. Elle propose un schéma directeur à l'échelle européenne. Pour la France elle prévoit la réalisation de cette ligne rapide juste après une ligne Paris-Lyon et Paris-Bruxelles. En 1974, le directeur de la SNCF confirme que son entreprise souhaite s'engager dans ce plan directeur.
L'Allemagne, qui développait la technologie du monorail à sustentation magnétique Transrapid, a été longtemps réservée sur la technologie TGV. Une étude de 1975 conclut que le seul trafic de l'Alsace et de la Lorraine ne sera pas suffisant pour assurer la rentabilité de la ligne. En 1982, constatant les réticences allemandes à prolonger cette ligne sur leur territoire, le président de la SNCF André Chadeau annonce qu'il ne réalisera pas la LGV-Est sans subventions des pouvoirs publics.
En 1983, l'ingénieur savernois Charles Maetz convainc les députés Adrien Zeller et François Grussenmeyer de fonder l'Association TGV Est-Européen qui parvient à fédérer l'ensemble des collectivités locales autour du projet.
La LGV Est est directement issue d’un projet conçu à partir de 1985 avec la mise en place d’un groupe de travail présidé par Claude Rattier, ingénieur général des ponts et chaussées puis par Philippe Essig, ingénieur général. Le rapport de ce groupe de travail a servi de fondement aux études d’avant-projet sommaire conduites en 1992 et 1993.
Le projet initial des années 1980 prévoyait un axe franco-allemand de Paris à Munich. Mais le trafic attendu de bout en bout était assez faible, contrairement aux liaisons Paris-Lyon ou Paris-Bruxelles/Londres, et un tracé direct traversait le « désert français » de l’est de la France, loin de toute agglomération d’importance.
En 1986, le député Marc Reymann, relayant les travaux d'une association d'Alsace-Lorraine, soumet au gouvernement un projet de tracé Nord-Est, avec un tronc commun entre les LGV Nord et Est de Paris à Soissons en passant par l'aéroport de Roissy, puis une bifurcation vers Strasbourg et Bruxelles.
En 1988, le gouvernement ouest-allemand donne son accord pour une ligne Paris-Francfort par Sarrebruck.
Philippe Essig, ancien directeur général de la RATP puis président de la SNCF, présente en 1989 le tracé actuel et résout en même temps l’autre épineux problème : le financement.

### Nouveau tracé, emportant adhésion et financement
Ce nouveau tracé, au prix d’un important infléchissement vers le nord, dessert Reims et Strasbourg et place la ville siège du parlement européen au centre de la ligne de portée européenne. Afin de ne pas froisser la susceptibilité de Nancy et Metz, villes d’une rivalité ancienne, et ne pas renouveler la problématique de l’autoroute A4 vingt ans auparavant, le tracé file directement vers Strasbourg, se situant à mi-chemin des deux agglomérations, avec une gare d’interconnexion prévue à mi-parcours (pour les relations province-province).
Ce tracé permet de mettre à contribution les collectivités locales, une première en France pour une ligne à grande vitesse, ainsi que le Grand-Duché de Luxembourg, la ligne étant considérée comme une opération financière peu rentable par la SNCF en raison de prévisions de fréquentation insuffisante, les villes desservies n’atteignant pas un seuil de population suffisant.
La complexité du montage financier explique le retard important pris par le projet : l’État refusant de verser plus de 25 milliards de francs sous le gouvernement de Pierre Bérégovoy, et limitant ainsi le tracé à Baudrecourt, la région Alsace menace de ne plus verser sa part du financement.
Après de multiples tergiversations sous les divers gouvernements qui se sont succédé, tous tentant de limiter la facture finale, le tracé divisé en deux phases est finalement accepté par tous, sous réserve que des engagements soient pris afin que la seconde phase du projet soit rapidement réalisée.

### Officialisation et lancement du projet
Le 1er avril 1992, sur avis du Conseil d’État, le projet est ajouté au schéma directeur des lignes à grande vitesse, en le classant parmi les projets prioritaires. Le 22 mai, au sommet franco-allemand de La Rochelle, les deux États s’engagent à réaliser une ligne à grande vitesse reliant la France et l’Allemagne, comprenant une branche nord via Sarrebruck et Mannheim, et une branche sud via Strasbourg et Karlsruhe ; la même année, un protocole d’accord similaire est signé par les ministres des transports français et luxembourgeois à Metz. Deux ans plus tard, le Conseil européen d’Essen retient la LGV Est comme projet prioritaire du réseau transeuropéen de transport.
Le taux de rentabilité socio-économique prévu est inférieur à celui d'autres projets de ligne : TGV Bretagne, TGV Grand-Sud. La ligne vient en effet doubler trois itinéraires classiques, offrant des réserves de capacités importantes et un potentiel d'amélioration des temps de parcours: la ligne de Paris à Strasbourg, la ligne de Paris à Mulhouse et la ligne Paris-Reims par la Ferté-Milon puis Reims Metz par Verdun. Elle est également en concurrence avec le projet de LGV Rhin-Rhône et la LGV 3 belge comme dorsale est-ouest. Par ailleurs, le potentiel international semble faible puisque, jusque-là en effet, l'Allemagne, peu intéressée par le développement des lignes à grande vitesse, a privilégié l'axe nord-sud; d'autant que, sur le plan commercial, le développement des dessertes est compromis par des problèmes de concurrence entre la SNCF et la Deutsche Bahn. La décision de construire la ligne est donc politique, motivée notamment par l'intégration européenne et la desserte du parlement de Strasbourg ainsi que par l'équilibre du territoire, après le développement d'une LGV vers le sud-est, le sud-ouest puis le nord.
L’enquête d’utilité publique est menée entre le 16 septembre et le 16 novembre 1994. En 1995, le rapport Blanc-Brossier, rédigé à la demande du ministère des Transports, préconise la refonte totale du projet, avec l'arrêt de la ligne grande vitesse à Épernay et l'adaptation de la ligne de Paris à Strasbourg classique pour le TGV pendulaire au-delà. À Nancy, qui aurait été avantagée par le tracé, cette option est défendue localement par Gérard Lignac directeur de L'Est républicain.
Alors que le budget n'est pas bouclé et que le phasage prévu suscite toujours l'opposition de la Lorraine et de l'Alsace, le décret de déclaration d'utilité publique est signé le 14 mai 1996, deux jours avant la date limite qui, si elle n'avait pas été respectée, aurait nécessité la reprise à zéro de l'enquête publique.
Un protocole de réalisation et de financement est signé le 24 février 1998 entre l’État, RFF, la SNCF et les collectivités territoriales. La convention de financement de la première partie de la ligne, entre Vaires-sur-Marne et Baudrecourt, est signée deux ans et demi plus tard, le 7 novembre 2000, entre les différents partenaires, dont 17 collectivités territoriales.
Le 18 décembre 2003, le gouvernement Raffarin annonce qu’il allait mettre en place une cinquantaine de projets d’aménagements du territoire dont huit pour le TGV, incluant les travaux de la deuxième phase de la LGV Est qui devraient commencer à l’horizon 2010.
Le 24 janvier 2007, le protocole de financement des études et travaux préparatoires à la deuxième phase de la ligne entre Baudrecourt et Strasbourg (soit 106 km) est signé.

### Construction de la ligne

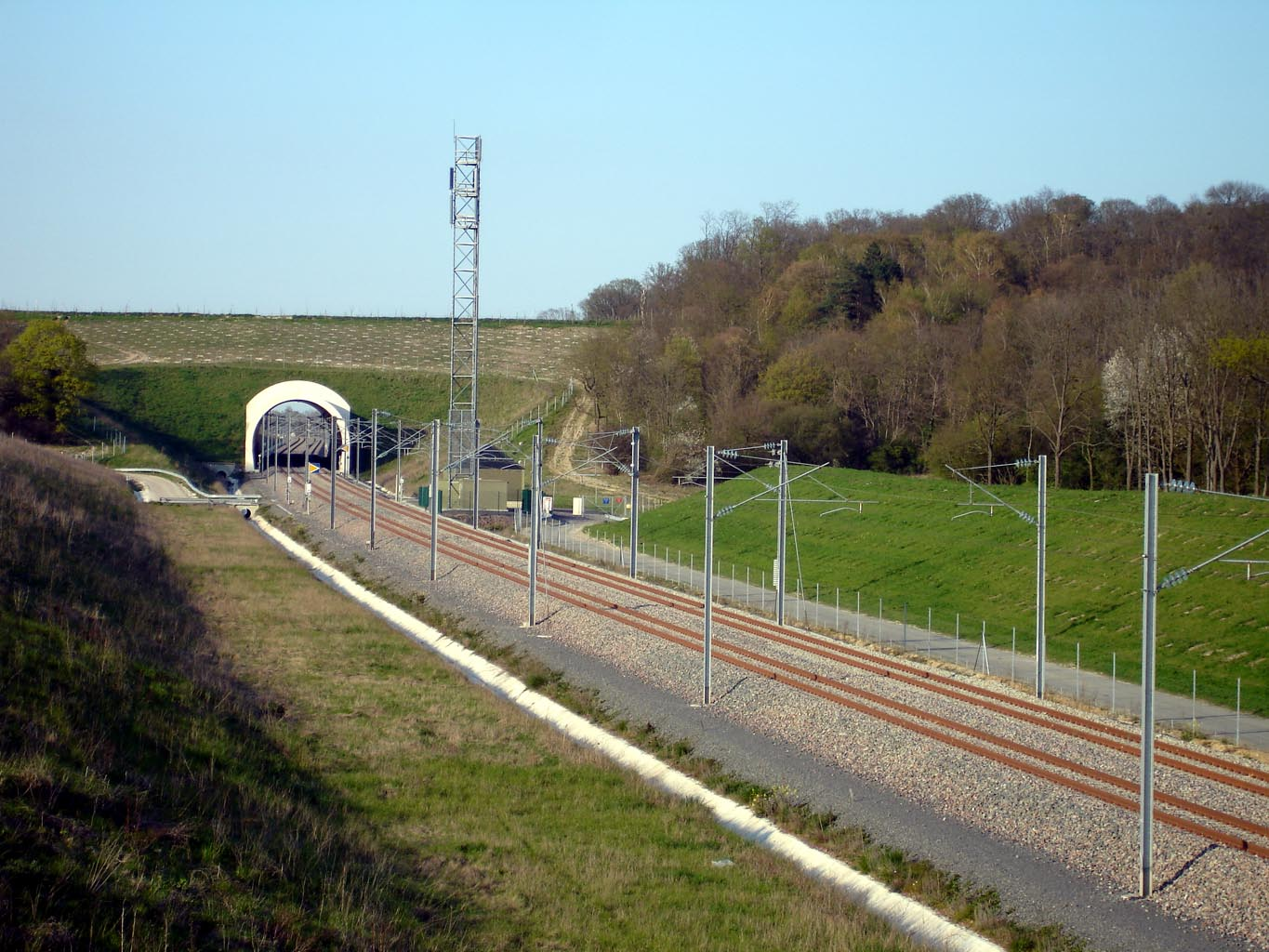
LGV Est à Pomponne (Seine-et-Marne).

#### Une construction divisée en deux phases
La construction de la ligne nouvelle a été décomposée en deux phases, principalement pour des raisons d’étalement des coûts.
Une première phase de 300 kilomètres relie Vaires-sur-Marne (Seine-et-Marne) (48° 52′ 32″ N, 2° 38′ 41″ E), à 20 km à l’est de Paris, à Baudrecourt (Moselle) (48° 58′ 00″ N, 6° 26′ 21″ E), où elle se raccorde aux lignes classiques Metz – Sarrebruck et Metz – Strasbourg. Ce premier tronçon est mis en service le 10 juin 2007, après cinq ans de travaux et une inauguration le 15 mars.
Une seconde phase de 106 kilomètres va de Baudrecourt, en franchissant le massif des Vosges par un tunnel, à Eckwersheim, près de Vendenheim (Bas-Rhin), non loin de Strasbourg, où elle s'embranche par un raccordement sur la ligne de Strasbourg à Wissembourg ; les travaux ont débuté au mois d'août 2010. La mise en service de cette phase est réalisée le 3 juillet 2016.
En attendant celle-ci, les trains en provenance de Strasbourg, de Colmar et du sud de l'Allemagne circulaient au maximum à 160 km/h sur la ligne classique Paris - Strasbourg jusqu'à la gare de Réding, puis sur la ligne Réding – Metz jusqu'au raccordement de Baudrecourt. Par contre, les trains desservant Sarrebourg et Nancy empruntent la ligne Paris – Strasbourg jusqu'à la gare de Frouard (près de Nancy), puis la ligne de Frouard à Novéant afin de rejoindre la LGV.

#### Les travaux

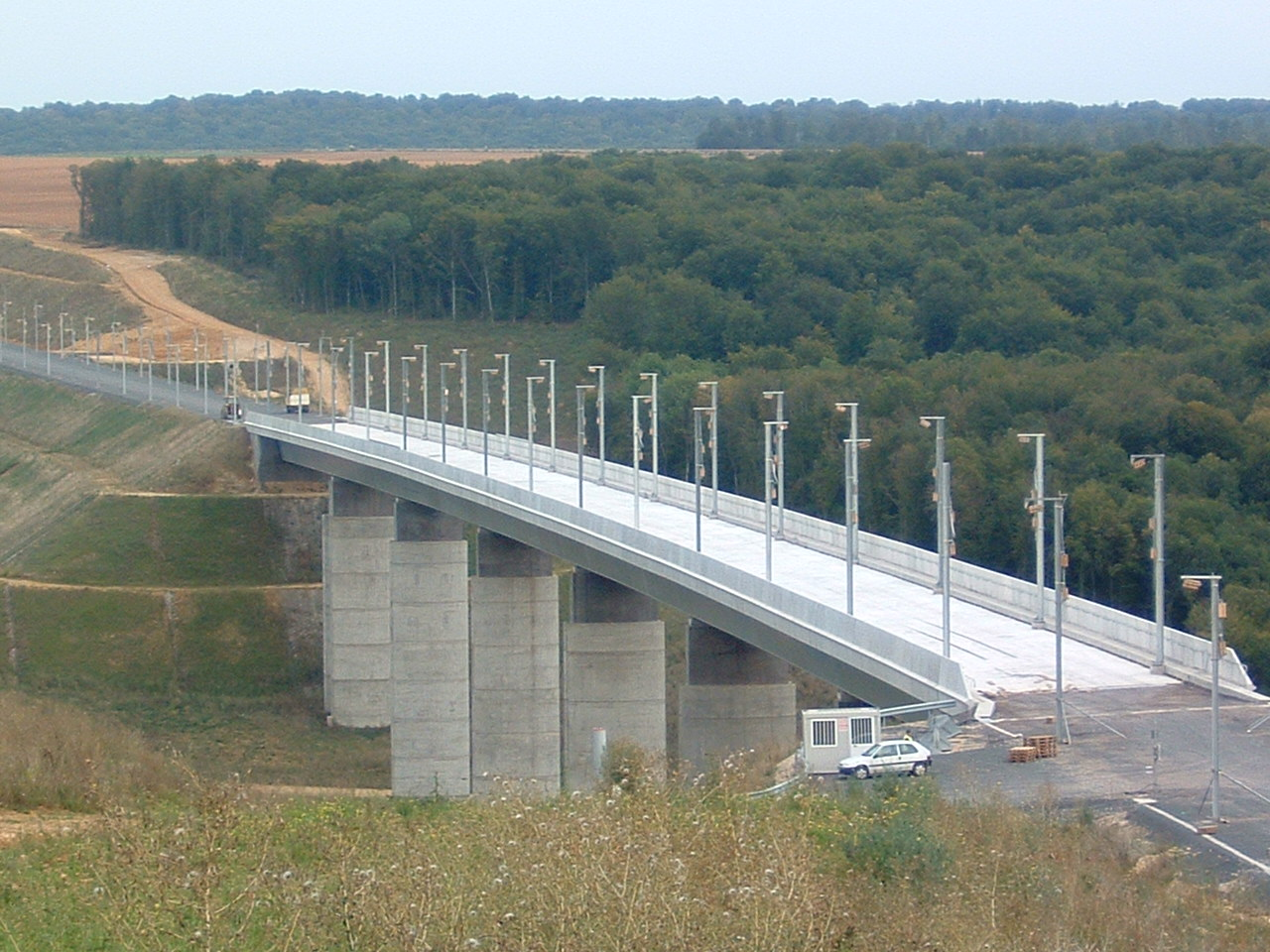
Le viaduc de Jaulny en fin de construction.

Les travaux, officiellement lancés le 28 janvier 2002, ont d’abord consisté en un chantier de génie civil pour construire la plate-forme de 300 km de long. Ces travaux ont nécessité comme à chaque construction de ligne ferroviaire la création de nombreux remblais et déblais (64 millions de mètres cubes pour les seuls déblais) et la construction de 327 ouvrages d’art, dont cinq tranchées couvertes.
La construction de la ligne a nécessité l’implantation de trois importantes bases de travaux provisoires, parfois créés de toutes pièces, afin d’accueillir et de loger deux cent cinquante à trois cents techniciens et cheminots au plus fort des travaux. Ces bases étaient situées à Ocquerre (Seine-et-Marne), Vadenay et Saint-Hilaire-au-Temple (Marne) et à Pagny-sur-Moselle (Meurthe-et-Moselle). Les bases de travaux étaient chacune constituées d’une vingtaine de kilomètres de voies reliées à une ligne classique pour l’approvisionnement du chantier, d’un faisceau pour la formation des trains-travaux, de baraquements, d’un restaurant d’entreprise, etc. Chaque base couvrait un linéaire d’environ cent kilomètres de ligne nouvelle à équiper. Elles étaient au cœur de la logistique superstructure. Les bases d’Ocquerre et de Saint-Hilaire-au-Temple ont été démontées à l’issue des travaux avant de migrer vers de nouveaux chantiers (LGV Rhin-Rhône) et les terrains loués ont été rendus à leur vocation agricole.
La ligne comporte deux tronçons expérimentaux parallèles de 1 800 m, où les voies sont directement posées sur du béton coulé, et non sur du ballast. Cette expérimentation est la première en France en surface sur une ligne à grande vitesse ; elle permet de mesurer le comportement à moyen terme d'un tel aménagement, qui évite les contraintes posées par le soulèvement du ballast provoqué par le souffle des trains à grande vitesse. De 2007 à 2014, cette courte section de la ligne a nécessité un ralentissement des trains à 230 km/h (la vitesse nominale de la ligne étant de 320 km/h) pour la franchir, afin d'« éviter l'apparition de défauts de nivellement aux endroits de transition entre le ballast et la partie [sur du] béton ».
Le premier rail a été posé le 19 octobre 2004 à Saint-Hilaire-au-Temple (Marne) par le ministre des transports, Gilles de Robien. À cette date, les travaux de terrassement étaient réalisés à 80 % et 290 ouvrages d’art (dont 14 viaducs) étaient terminés. Le 8 juin 2006, la millionième traverse de la LGV Est européenne, colorée en vert pour l’occasion, a été posée ; à cet instant, il ne restait plus qu’une quinzaine de kilomètres de voies à poser aux deux extrémités, cinq vers Vaires et dix vers Baudrecourt.
Le 20 septembre 2006, le Premier ministre Dominique de Villepin a soudé officiellement le dernier rail du projet à Chauconin-Neufmontiers en Seine-et-Marne. Après la mise sous tension successive de plusieurs sections de la ligne, l’électrification intégrale est achevée le 30 janvier 2007.
Les travaux ont par ailleurs été marqués par de nombreux vols de caténaires, dans une période marquée par un triplement du prix du cuivre. Pendant l’hiver 2005-2006, on comptait ainsi pas moins de un à deux tirs de caténaires par jour sur le chantier.
Sur le tronçon concernant la base travaux de Saint-Hilaire-au-Temple, onze postes de signalisation ont été réalisés le long de la voie. Ce sont d'ailleurs eux qui ont marqué le début des travaux d'équipement ferroviaire de l'ensemble de la ligne. Le premier poste à être construit est celui de « La Cheppe » au point kilométrique 155 qui a démarré au début de l'année 2004.

#### Les constructeurs
Le maître d’ouvrage du projet est RFF (Réseau ferré de France), le propriétaire du réseau ferré national français de 1997 à 2014. La maîtrise d’œuvre des travaux de génie civil a été répartie en huit lots et, après appel d’offres, attribuée à cinq sociétés d'ingénierie : SNCF, ISL, Tractebel, Scétauroute et Setec.
C’est la première fois qu’une telle mise en concurrence est réalisée pour la construction d’une LGV depuis la réforme du système ferroviaire de 1997 et la création de Réseau ferré de France (RFF). L’ingénierie SNCF, en partenariat avec la société EEG Simecsol, a obtenu quatre lots (dont un en deuxième phase), soit 50 % du projet en génie civil. Elle pilote par ailleurs la totalité du projet pour les travaux de superstructure (voie ferrée, signalisation, électrification) sous la responsabilité de RFF.

### Un financement original
C’est la première ligne à grande vitesse pour laquelle les collectivités locales et un État étranger (le Grand-Duché de Luxembourg en l'occurrence, dont la participation financière a d'ailleurs conditionné son raccordement à la LGV Est européenne) ont dû participer au financement aux côtés de l’État et de l’Union européenne.
La contribution a été fixée à la suite d'un tour de table des collectivités, en fonction du gain de temps pour les usagers par rapport à l’Île-de-France. L’Alsace a dû payer ainsi près de 300 millions d’euros. Ce mode de financement a été reconduit pour la deuxième phase.

#### Participation des collectivités territoriales et de l’Europe
Le financement du projet, dont le coût était initialement évalué à 3,125 milliards d’euros (20,5 milliards de francs en 1997) est réparti de la manière suivante :
- République Française : 1 220 M€ (39 %)
- Union européenne : 320 M€ (10 %)
- Grand-Duché de Luxembourg : 117 M€ (3,75 %)
- RFF (maître d’ouvrage) : 682 M€ (21,8 %)
- SNCF : 49 M€ (1,5 %)
- Régions, départements, communautés urbaines et villes : 736 M€ (23,5 %)

| Île-de-France : 76,22 M€ | Champagne-Ardenne : 124,25 M€          | Lorraine : 253,83 M€                             | Alsace : 282,03 M€                          |
| ------------------------ | -------------------------------------- | ------------------------------------------------ | ------------------------------------------- |
| Région : 76,22 M€        | Région : 42,08 M€                      | Région : 203,06 M€                               | Région : 141,02 M€                          |
|                          | Ville de Reims : 45,73 M€              | Conseil général de la Meuse : 4,12 M€            | Conseil général du Bas-Rhin : 70,58 M€      |
|                          | Reims Métropole : 3,96 M€              | Conseil général de Meurthe-et-Moselle : 15,70 M€ | Communauté urbaine de Strasbourg : 35,37 M€ |
|                          | Conseil général des Ardennes : 7,62 M€ | Conseil général de la Moselle : 22,41 M€         | Conseil général du Haut-Rhin : 24,39 M€     |
|                          | Conseil général de la Marne : 24,85 M€ | Conseil général des Vosges : 8,54 M€             | Ville de Colmar : 3,66 M€                   |
|                          |                                        |                                                  | Ville de Mulhouse : 7,01 M€                 |

Cette participation des collectivités publiques est la conséquence de l’application du décret de mars 1997 qui régit RFF et qui interdit (article 4) à ce dernier de financer un projet demandé par une collectivité si les recettes de péage attendues ne garantissent pas un certain niveau de retour sur investissement, sauf si le demandeur le subventionne à un niveau tel que les amortissements restants soient bien couverts par les revenus d’exploitation.

#### Coûts à la hausse, rentabilité à la baisse pour la SNCF
Différents aléas ont entraîné un recadrage du budget de l’ordre de 310 millions supplémentaires (valeur juin 1997) qui seront pris en charge par l’État et RFF. Lors de la visite du Premier ministre français Dominique de Villepin pour la pose du dernier rail, le coût réel d’investissement a été divulgué, et s’établit à cinq milliards d’euros (2006).
Le dossier de presse de la SNCF diffusé pour la mise en service du 10 juin 2007 fait état que « le budget global du projet TGV EST Européen s’élève à 5,515 milliards d’euros dont 1,322 milliard d’euros sur fonds propres pour la SNCF correspondant à l’acquisition et à la rénovation du matériel roulant, aux installations de maintenance et à la construction des trois gares nouvelles. »
Ces coûts dépassent de 14 % les chiffres donnés plus haut (3,124 + 0,290 + 1,322 = 4,736 contre 5,515). Le taux de rentabilité interne du projet pour la SNCF a quant à lui été revu à la baisse : s’il était estimé à 5,7 % en 2000, une estimation de novembre 2005 l’a fait chuter à 4,5 %. Le taux atteindrait même les 3,4 % si la rénovation des gares et celle des rames, non prévues en 2000, étaient prises en compte. Cette situation ne serait pas nouvelle selon le rapport Pébereau sur la dette publique, les investissements publics en France voyant systématiquement leur rentabilité surestimée.
Par ailleurs le matériel roulant est à la charge des exploitants, principalement la SNCF.
Les études semblent cependant avoir fortement sous estimé le potentiel commercial de la ligne. Durant la première année d'exploitation, la fréquentation réelle a en effet dépassé de 50 % les prévisions. Les régions avaient négocié le reversement de 30 % des résultats d'exploitation pendant 20 ans si la ligne s'avérait bénéficiaire pour RFF. En juillet 2009, après deux années d'exploitation, le président du conseil régional de Lorraine à ainsi réclamé à l'État le versement de 113 millions d'euros aux collectivités territoriales, en application de cette « clause de bonne fortune ».
La SNCF souligne que l'augmentation des charges, notamment le péage aux collectivités territoriales, qui représente 30 % du prix du billet et est appelé à atteindre 50 % de ce prix, et celles versées à RFF, plombe la rentabilité de la ligne. Ainsi, en 2011, Christian Durr, directeur commercial du TGV Est affirme que, pour la SNCF, « Le TGV Est est un succès commercial éclatant mais il n’est pas rentable ».

## La ligne

Situation de la ligne (en turquoise) au sein du réseau français de lignes à grande vitesse.

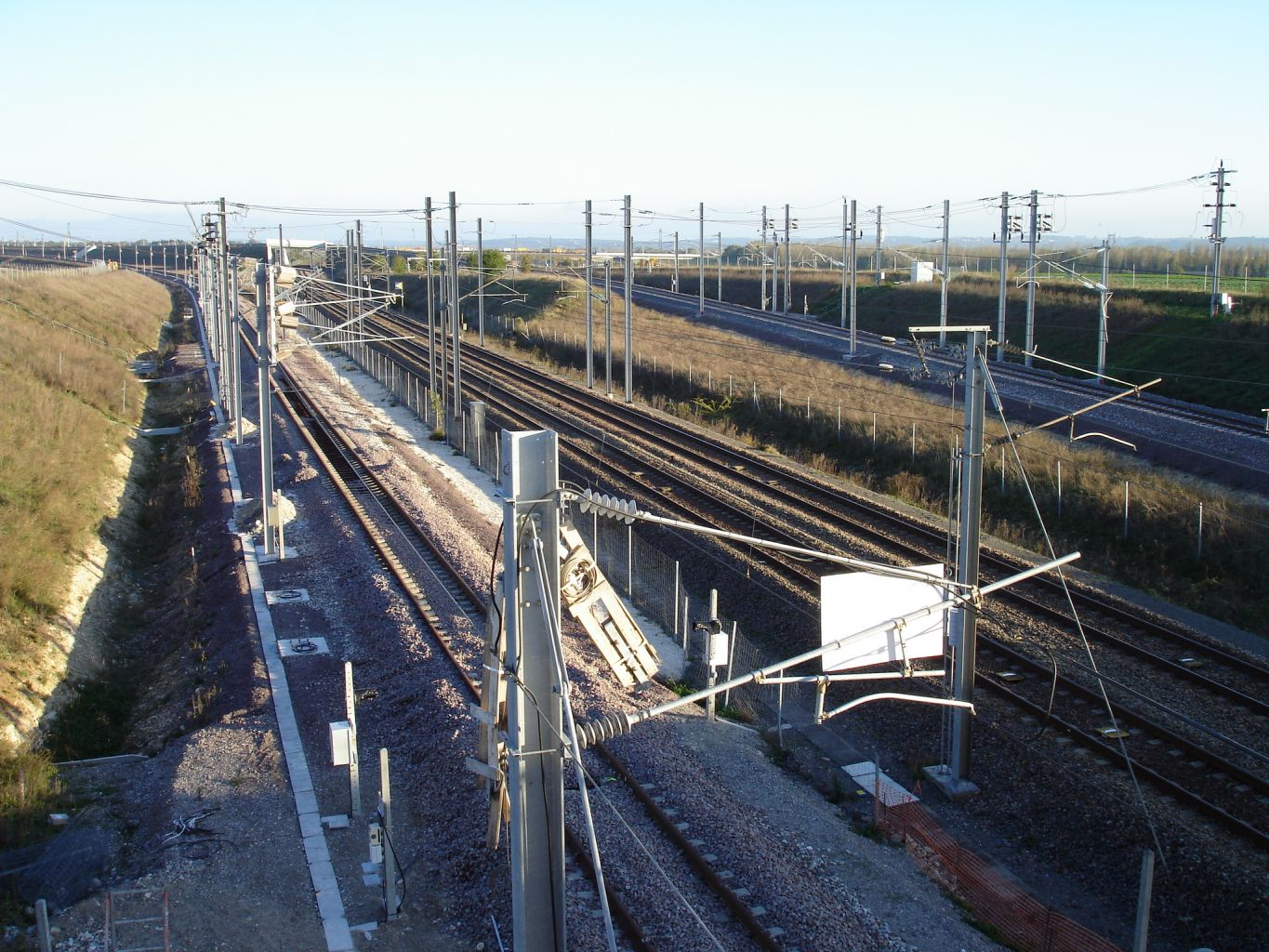
Le raccordement de Messy (Seine-et-Marne) relie la LGV Est européenne aux villes du Nord, de l'Ouest et du Sud-Ouest de la France via la LGV Interconnexion Est en Île-de-France.

La ligne permet de relier Paris à Strasbourg (initialement en 2 h 17 soit 193 km/h de moyenne du 10 juin 2007 au 2 juillet 2016, et désormais en 1 h 45 soit une moyenne de 252 km/h), mais aussi à l'Est de la France, au Luxembourg, au Sud de l'Allemagne, et, de juin 2007 à décembre 2011 — date de mise en service de la LGV Rhin-Rhône —, au Nord-Ouest de la Suisse (les trains pour Bâle et Zurich utilisent désormais les LGV Sud-Est et Rhin-Rhône, et passent par Dijon et Mulhouse). Elle autorise aussi, par l'emprunt de la LGV Interconnexion Est, des relations rapides entre l’Est de la France et les autres régions déjà reliées par une LGV à Paris.
Elle s’inscrit dans un projet à long terme, appelé « Magistrale européenne », visant à relier à grande vitesse Paris et Budapest, à travers le nord-est de la France, le sud de l’Allemagne, l’Autriche et Vienne.
Depuis la mise en service de la deuxième phase de Baudrecourt à Vendenheim, au nord de Strasbourg, la ligne s'étend sur 406 kilomètres.

### Premier tronçon

#### Tracé du premier tronçon
Le premier tronçon de la ligne s’étend sur 300 km de Vaires-sur-Marne, dans l’Est de la banlieue parisienne, à Baudrecourt, où une voie unique relie la LGV à la ligne de Rémilly à Sarrebruck vers Forbach et Sarrebruck, tandis qu'un saut-de-mouton bascule le sens de circulation de gauche (sens habituel en France) à droite (sens utilisé en Alsace et Moselle), pour continuer sur la ligne vers Réding. Les ICE et TGV parcourent ces 300 km en environ une heure[réf. nécessaire].
Les régions françaises traversées sont l'Île-de-France, les Hauts-de-France et le Grand Est (anciennement, pour ces deux dernières, la Picardie, la Champagne-Ardenne et la Lorraine).
Le plus long viaduc, le viaduc de la Moselle (1 500 m), est situé près de Champey-sur-Moselle.
Une branche nord, à partir de la Lorraine, sur laquelle circulent depuis Paris les ICE de la Deutsche Bahn se dirige vers Francfort.
Une des particularités de cette ligne est d’être organisée en « arêtes de poisson », ce qui est très adapté pour une liaison depuis ou vers Paris, mais beaucoup moins aisé pour les dessertes intercités, mises à part les relations Luxembourg – Metz / Nancy – Strasbourg prévues à partir de 2016 (dans le cadre de la mise en service du second tronçon).
Par rapport à d'autres LGV, les oppositions des riverains ont été relativement limitées. Se concentrant sur les sites de Vandières et Bezannes et du parc naturel de la montagne de Reims.
Comme les autres LGV ouvertes jusqu’à présent, la LGV Est a des laissées-pour-compte qui, en Lorraine, sont principalement les villes traversées par l’actuelle ligne Paris – Nancy – Strasbourg, à savoir Commercy (dont la desserte, commencée le 28 avril 2008, a cessé en avril 2010 du fait d'un manque de fréquentation) et Toul, mais également Longwy et Pont-à-Mousson. Le TGV de Châlons-en-Champagne se prolonge vers Bar-le-Duc (deux allers-retours par jour), au détriment de Saint-Dizier, situé sur une autre branche. Les autres villes du sud de la Champagne (Langres, Chaumont et Troyes) sont également écartées de la desserte.

#### Ouvrages d’art

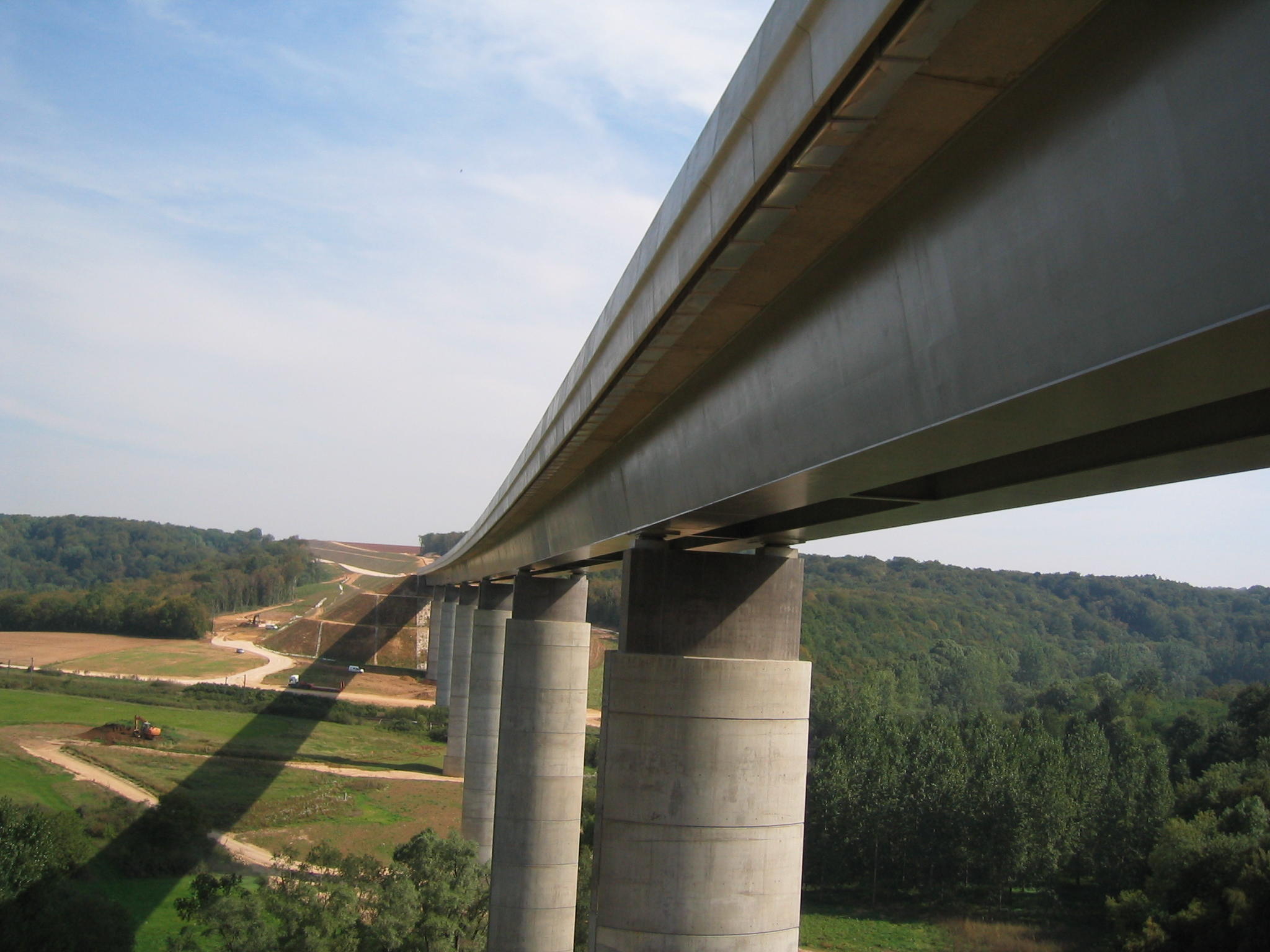
Le tablier du viaduc de Jaulny.

La LGV Est compte le long de ses 300 km pas moins de 338 ouvrages d’art : des viaducs, des ponts-rails et des ponts-routes, huit sauts-de-mouton, cinquante-trois franchissements de cours d’eau ou encore cinq tranchées couvertes. Parmi les quatorze viaducs que totalise la ligne, trois sont particulièrement remarquables : le viaduc de la Meuse (602,50 m), le viaduc de Jaulny (480 m) et le viaduc de la Moselle (1 510 m). D'importantes études ont été mises en œuvre afin de favoriser leur intégration paysagère.
Le viaduc de la Meuse long de 602,50 mètres et reposant sur onze piles a été dessiné par l'architecte Alain Spielmann. Il marque l'entrée de la ligne dans le parc naturel régional de Lorraine avec d'importantes contraintes environnementales, ce secteur de la vallée de la Meuse étant classé zone de protection spéciale (ZPS) et inscrit au réseau Natura 2000. Une importante marge de sécurité a été appliquée par rapport à la crue centennale de 1947, utilisée en référence pour le dimensionnement de l'ouvrage.
Le viaduc de Jaulny d'une longueur de 480 mètres est le viaduc le plus haut de la ligne atteignant cinquante mètres de hauteur. Il traverse la vallée inondable du Rupt de Mad, qui alimente partiellement la ville de Metz en eau potable. Également située dans le parc de Lorraine, il traverse de plus un site inscrit comme ZNIEFF. Le viaduc possède une pile double spéciale conçue afin d'absorber les efforts engendrés par un possible freinage d'urgence d'une rame.
Le viaduc de la Moselle d'une longueur de 1 510 mètres et d'une hauteur de vingt-trois mètres repose sur vingt-sept piles de béton en forme de tulipes, espacées d'une cinquantaine de mètres. Chacune repose sur des fondations d'une profondeur de vingt mètres. Il a également été dessiné par l'architecte Alain Spielmann. L'ouvrage est équipé d'un long écran acoustique, afin de diminuer l'impact sonore des circulations sur le proche village de Champey-sur-Moselle.
Des études ont été réalisées dans le vignoble champenois pour vérifier que la ligne ne modifierait pas les conditions climatiques locales. Elles ont notamment conduit à aménager les remblais pour ne pas perturber l'évacuation des flux d'air froid en cas de gelées tardives.

#### Équipement

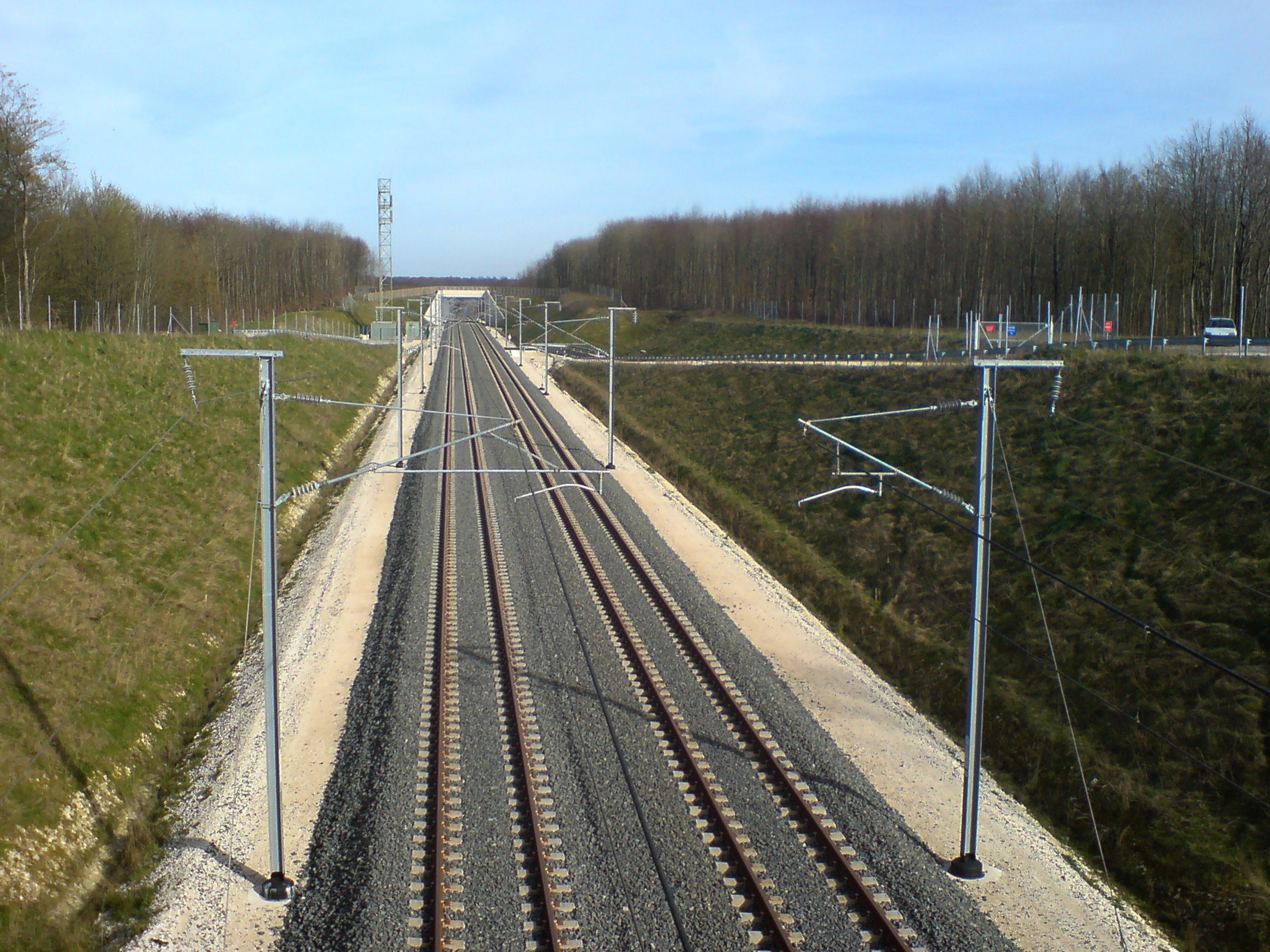
La LGV Est au PK 217, près de la gare de Meuse TGV.

Cette ligne de 406 km (en incluant la seconde phase ouverte en 2016) est construite pour une vitesse nominale (potentielle) de 350 km/h. Elle est exploitée en service commercial par des TGV et ICE à la vitesse maximum de 320 km/h, soit la plus haute vitesse commerciale sur rail en France, qui est aussi atteinte sur une courte portion de la section Avignon TGV – Aix-en-Provence TGV de la LGV Méditerranée.

##### Électrification
La ligne a été électrifiée, comme les autres LGV, en courant alternatif 2 × 25 kV, à une fréquence de 50 Hz. Elle est pour cela équipée de cinq sous-stations permettant d'alimenter les caténaires à partir du réseau électrique principal RTE à 225 000 ou 400 000 volts. Celles-ci sont situées à Penchard (point kilométrique  22), Vézilly (PK 88), Cuperly (PK 151), Les Trois-Domaines (PK 212) et Vandières (PK 270).
Pour la première fois, la pose des poteaux caténaire n'a pas été effectuée par des trains-travaux mais par des véhicules routiers respectant néanmoins un strict cahier des charges afin de ne pas endommager la plateforme. Le montage de la caténaire reste classique, mais la tension mécanique a été élevée à 2,6 t pour le fil de contact et 2 t pour le fil porteur afin de la rendre apte à la vitesse potentielle de la ligne de 350 km/h. La tension mécanique a été portée jusqu'à 4 t sur la base d'essais des Trois-Domaines pour la marche de la rame du record V 150. Les câbles sont constitués - tout comme sur la LGV Méditerranée - d'un alliage de 150 mm2 de section pour le fil de contact et 116 mm2 pour le fil porteur.

##### Signalisation
La ligne est équipée des circuits de voie à haute fréquence et de la transmission voie-machine, comme les autres LGV françaises. La dernière version (TVM 430) de ce système est installée, comme sur la LGV Nord.
Elle est en outre la première ligne française équipée de l'ETCS de niveau 2 et du GSM-R, composants du système européen de gestion du trafic ferroviaire (ERTMS).
La LGV Est européenne est ainsi la première ligne à grande vitesse « interopérable », c’est-à-dire permettant la circulation de trains à grande vitesse européens comme l'ICE 3.
Elle est entièrement gérée depuis le poste de commande à distance (PCD) de Pagny-sur-Moselle.

#### Trois gares nouvelles

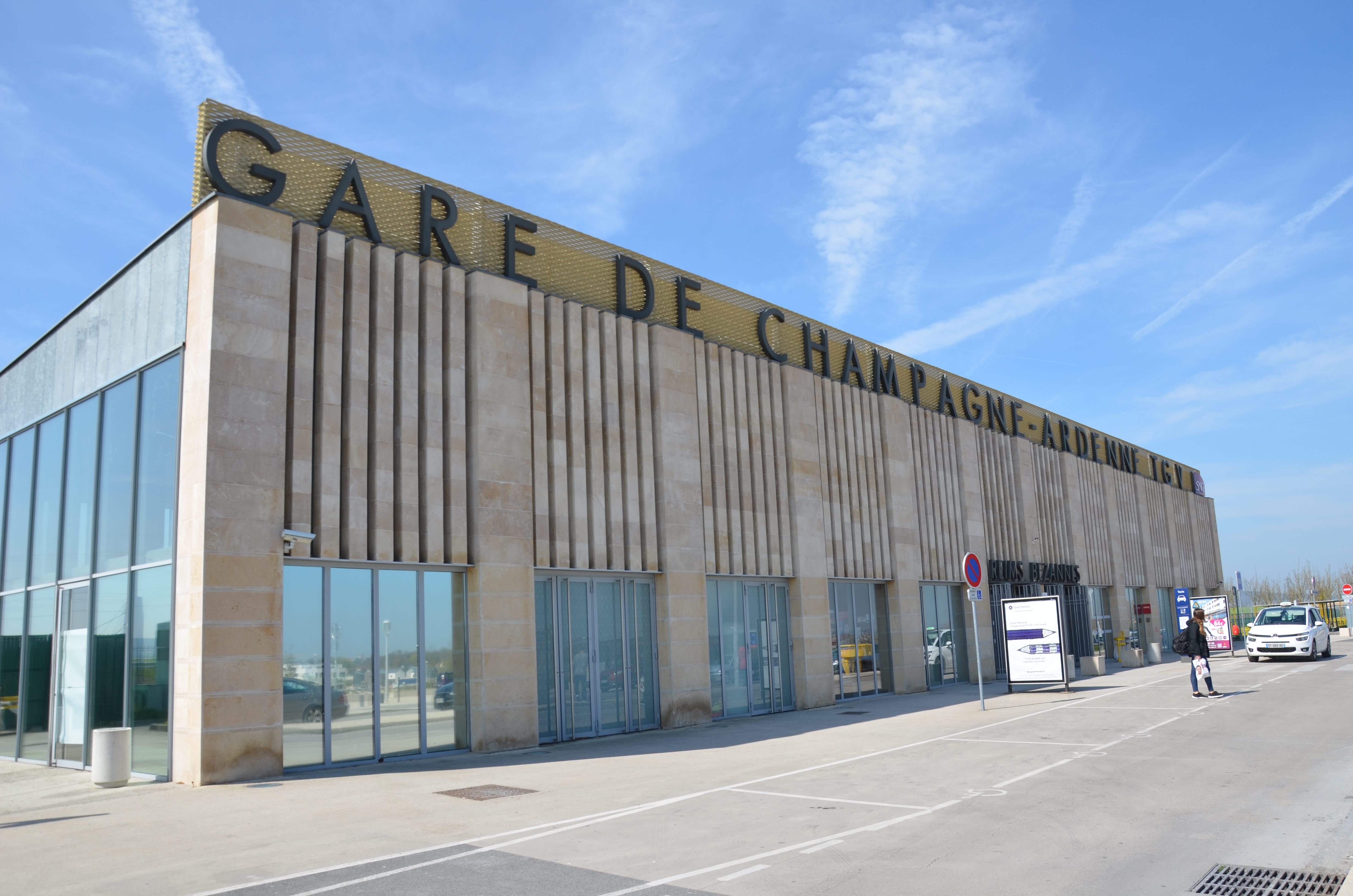
La façade de la gare de Champagne-Ardenne TGV.

##### Champagne-Ardenne TGV
La gare (49° 12′ 55″ N, 3° 59′ 40″ E) est située à Bezannes, à cinq kilomètres au sud de Reims. D'acier et de verre, le bâtiment utilise également la pierre de Courville.
Cette gare a pour particularité d'être, selon la volonté du Conseil régional de Champagne-Ardenne, interconnectée avec le réseau TER Champagne-Ardenne par prolongement, jusqu'à la nouvelle gare, de certaines liaisons ayant jusqu'ici leur terminus à Reims. Elle est par ailleurs desservie par le tramway de Reims.
Une zone d'aménagement concerté (ZAC) est en cours de réalisation autour de cette gare où 650 000 voyageurs annuels étaient attendus en phase de lancement.

##### Meuse TGV
Loin de toute agglomération, la gare (48° 58′ 42″ N, 5° 16′ 18″ E) est située aux Trois-Domaines, à mi-chemin entre Bar-le-Duc et Verdun, villes reliées entre elles seulement par la RN 35. Cette gare, entièrement construite en bois, comporte une toiture ondulante et un campanile haut de seize mètres. En raison de la faible densité de population de la région qu'elle dessert, les estimations de trafic préalables à sa mise en service n'étaient que de 40 000 voyageurs par an. Du fait du relatif succès de fréquentation de cette gare (113 000 voyageurs en 2009), une desserte supplémentaire fut ajoutée en juillet 2009, avec un aller-retour pour Paris-Est en mi-journée. De plus, il est prévu également une desserte supplémentaire au départ de Paris-Est (20 h 13) - Meuse TGV voie-sacrée (21 h 13) en décembre 2011.
La création de cette gare suscite néanmoins des espoirs de développement économique parmi les élus de ce département, qui ont bataillé pour donner « la possibilité à tous les Meusiens d'avoir accès au service TGV et à son réseau national et international». Ces élus jugent toutefois insuffisant le nombre de dessertes assurées par la SNCF (six trains s'y arrêtent tous les jours). Certaines zones du département subissent par ailleurs « une réduction de leur offre de transport ferroviaire, notamment en ce qui concerne Commercy et le Nord meusien».

##### Lorraine TGV
L'emplacement de cette gare (48° 56′ 51″ N, 6° 10′ 11″ E) a suscité de grands débats, qui ont été marqués par l'incapacité des élus lorrains à se mettre d'accord pour un projet commun. Alors que la DUP et un accord national du 7 janvier 2000 préconisaient une gare d'interconnexion à Vandières, (proche de Pont-à-Mousson en Meurthe-et-Moselle et située sur la ligne Luxembourg-Dijon), le président du Conseil régional Gérard Longuet et le Conseil général de Moselle décidèrent de l'emplacement de cette gare à Louvigny (en Moselle), dans une zone relativement proche de l'aéroport Metz-Nancy-Lorraine (7,4 km), mais loin de toute ligne de chemin de fer et de toute agglomération (12 km de la Gare de Pont-à-Mousson, 29 km de Metz, ou encore 37 km de Nancy).
Ce choix, expliqué en partie par la peur de certains élus de voir réduites les dessertes directes de Metz et Nancy si les correspondances à Lorraine-TGV étaient optimisées, provoqua un tollé d'une partie des élus lorrains et luxembourgeois, qualifiant cette décision comme allant « contre l'intérêt général ». Il fallut attendre le 15 juillet 2004 et un nouveau président du Conseil régional, Jean-Pierre Masseret, pour que le financement de la gare de Vandières soit décidé.

Vue aérienne du site Vandière-TGV (2022). On peut observer en rouge les ouvrages d'arts existants des voies 3 et 4.

Grâce à ce financement, bien que la gare ne fut pas bâtie, tous les ouvrages d'arts nécessaires à la construction des voies de la gare sont réalisés à l’exception de la mise à 4 voies du viaduc du canal de la Moselle. Cela permettra ainsi de construire relativement facilement et rapidement la gare de Vandières-TGV.
En 2025, le projet semble oublié des élus et décideurs politiques, et aucun projet de réalisation de la gare ne semble prévu à court ou moyen terme. En effet le projet n'est pas mentionné dans le rapport du COI 2023, qui traite pourtant de projets connexes tel que le SERM Nancy-Metz-Luxembourg.
La gare reste donc à Louvigny.

#### L'environnement
La circulaire dite « Bianco » du 15 décembre 1992 impose la réalisation d’un bilan environnemental, de trois à cinq ans après la mise en service d’une infrastructure majeure. Ainsi RFF a mis en place dès 2006 la surveillance systématique d'une cinquantaine de sites considérés comme représentatifs.

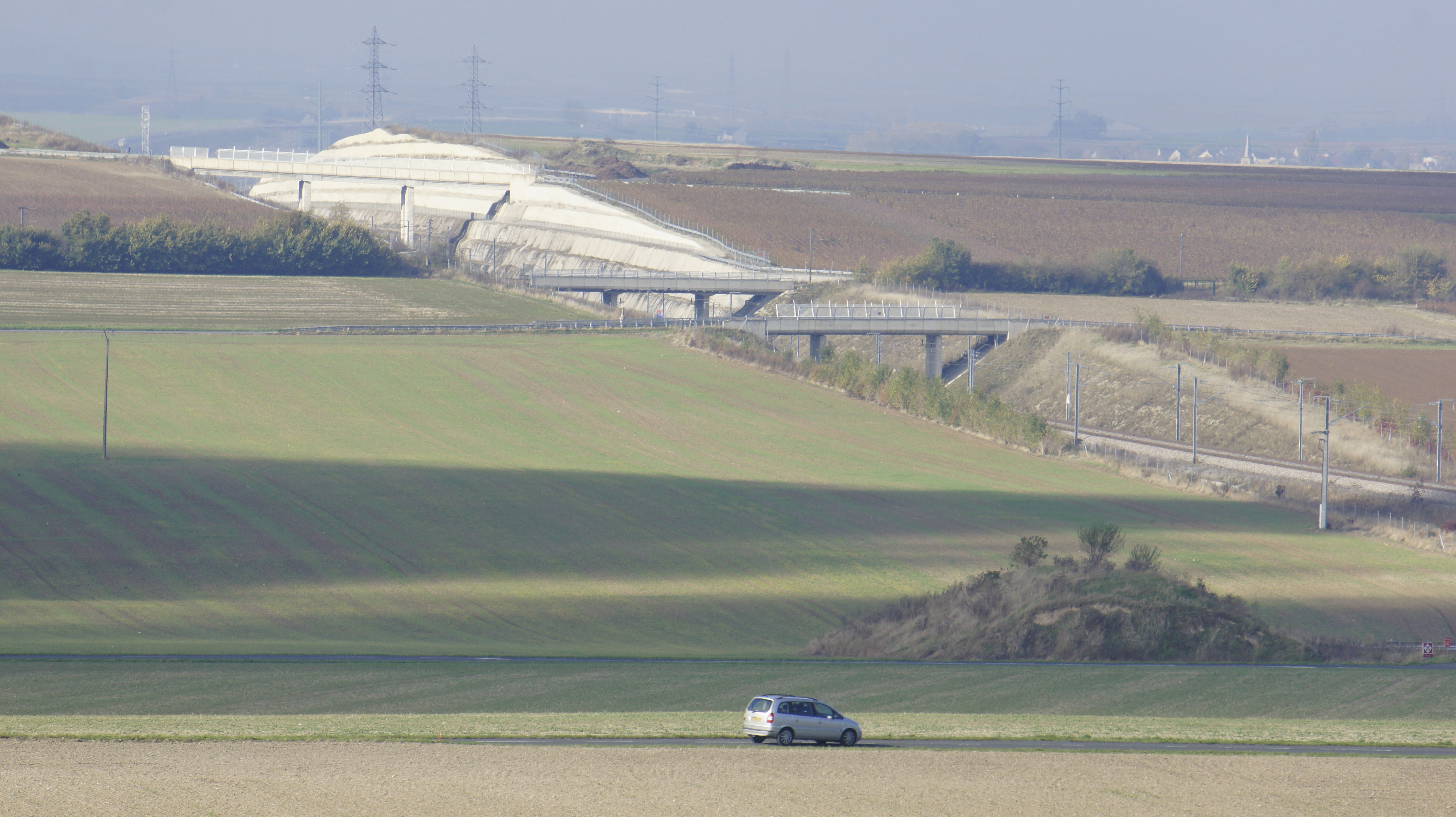
Tranchée pour amoindrir l'impact sur le parc naturel régional de la Montagne de Reims.

La LGV Est européenne tente de concilier au maximum les contraintes techniques que nécessite une ligne à grande vitesse (tracé relativement rectiligne, courbes de rayon important, rampes limitées) et les exigences environnementales : s’intégrer au paysage, épargner autant que possible les zones habitées, éviter les milieux naturels sensibles, ou encore respecter le patrimoine culturel. La ligne contourne par le nord le parc naturel de la Montagne de Reims et épargne au maximum les massifs boisés du parc régional de Lorraine qu'elle traverse.
Le tracé adopté traverse également des zones particulièrement sensibles comme les ZNIEFF, des ZICO, des zones humides notifiées à la convention de Ramsar et des sites d’importance communautaire, classés ou proposés au réseau Natura 2000. Ces sites ont nécessité des mesures de protection particulières.
Conformément à la loi sur l’eau du 3 janvier 1992, les écoulements hydrauliques ont tous été rétablis, la qualité des eaux superficielles et souterraines strictement contrôlée.
La protection de la petite faune aquatique a fait l'objet de mesures telles que la construction d'un passage sous la voie et d'une barrière de protection des batraciens à Vaires-sur-Marne (zone Natura 2000 de 94 ha) ; une zone humide de la vallée de la Nied en Moselle, également classée Natura 2000, a été soigneusement balisée afin que les travaux ne dégradent pas certains secteurs particulièrement sensibles ; ainsi des pieds de troscart maritime, espèce protégée, ont été déplacés hors du tracé de la plateforme.
Le bilan environnemental de la ligne a fait l'objet de la plus grande attention dès la conception de l'infrastructure. Ainsi la totalité des mesures environnementales est à l'origine d'un surcoût de 20 %. La réalisation de vingt-quatre passages spécifiques pour la grande faune (cerfs, sangliers, chevreuils…) constitue l'essentiel de ce budget ; le principal ouvrage de ce type se situe dans la traversée de l'Argonne.

#### L'archéologie

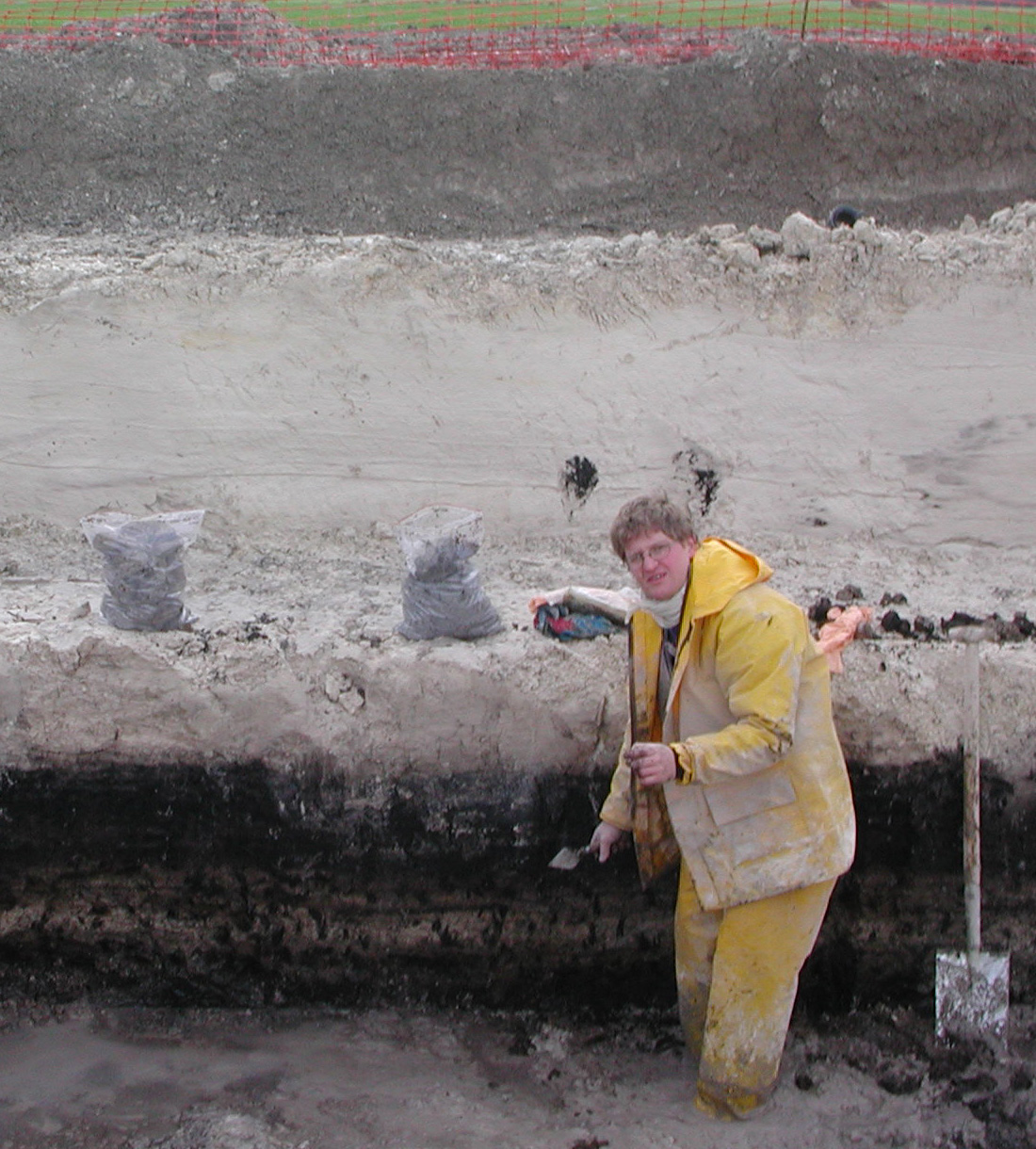
Un géoarchéologue au travail, sur le tracé de la LGV Est, devant une stratigraphie montrant des tourbes et des dépôts lacustres.

Toute réalisation de grande infrastructure permet de mettre au jour de nombreuses richesses archéologiques. Une loi de juillet 1980 impose d'ailleurs de consacrer une part du budget à la sauvegarde de ce patrimoine.
Un premier diagnostic portant sur 240 km du tracé a été réalisé dès l'automne 2000 par près de 150 archéologues de l'Institut national de recherches archéologiques préventives (Inrap). Les 60 km restants ont nécessité d'attendre les travaux de déboisement dans les nombreuses forêts traversées avant de lancer les fouilles.
Les recherches archéologiques mises en œuvre le long des 300 km de plate-forme, mais également sur les zones de stockage des matériaux, ont permis de mettre au jour quatre cents sites dont une trentaine a fait l'objet de fouilles approfondies. De novembre 2009 à février 2010 se tient à Soissons l'exposition « Cent mille ans sous les rails – Archéologie de la Ligne à Grande Vitesse Est européenne » qui présente un aperçu des découvertes des 360 opérations d'archéologie préventive réalisée entre 2000 et 2004 sur la ligne LGV.
Les objets retrouvés datent du Paléolithique, du Mésolithique et surtout du Néolithique avec l'apparition de l'agriculture. Le travail de recherche a pris fin en juillet 2003 et a coûté au total 20 M€ financés par RFF. Fin novembre 2009, une trentaine de sépultures en silo du Néolithique (3000 av. J. C.) ont été mises au jour à Gougenheim, près de Strasbourg.

#### Travaux complémentaires
Outre la construction de la ligne nouvelle par Réseau ferré de France le projet comprend :
- l'aménagement des lignes existantes, entre Paris et Vaires-sur-Marne au niveau de la gare de Chelles - Gournay afin de séparer le trafic des TGV circulant à 220 km/h du trafic desservant les quais (RER et Transilien), ainsi qu'une modernisation des gares de centre-ville ;
- l'électrification des lignes des vallées vosgiennes (Nancy à Remiremont et Lunéville à Saint-Dié) pour y permettre la circulation des rames TGV sans rupture de charge (en service depuis 2005)[o 11].

### Second tronçon

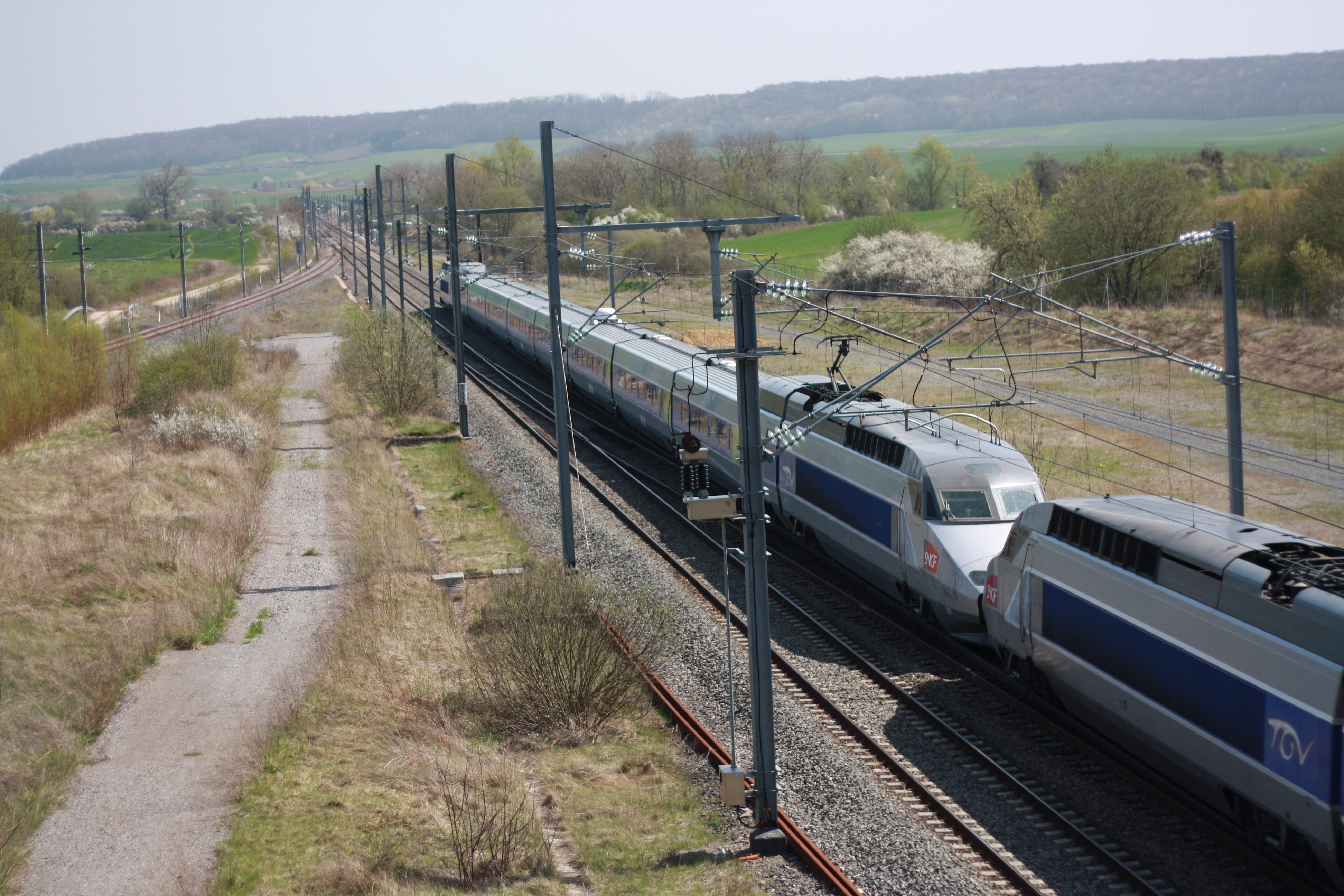
Un TGV Paris – Strasbourg quitte le raccordement de Baudrecourt, en avril 2010.

Le chantier de la seconde phase entre Baudrecourt et Vendenheim, à 11 km au nord de la gare de Strasbourg, dure cinq ans. En effet, un tunnel de 4 000 mètres, le tunnel de Saverne, est percé sous les Vosges, demandant quatre ans de travaux, ainsi que de nombreux ouvrages d'art qui doivent être construits.
Un protocole de financement de 94 millions d'euros a été signé le 24 janvier 2007 par le ministre des Transports Dominique Perben afin de financer les travaux préalables à la construction du prolongement : cette convention finance les acquisitions foncières nécessaires, le déplacement des réseaux ainsi que les fouilles archéologiques.
La convention de financement de la seconde phase a été signée le 1er septembre 2009. Le coût du projet est estimé à 2,01 milliards d'euros, et la mise en service réalisée le 3 juillet 2016.
Le financement de cette deuxième phase est réparti de la manière suivante, :
- État français : 680 M€ (33,8 %) ;
- Union européenne : 118 M€ (5,9 %) ;
- Grand-Duché de Luxembourg : 40 M€ (2 %) ;
- RFF (maître d’ouvrage) : 532 M€ (26,5 %) ;
- Retour première phase : 122 M€ (6 %) ;
- Régions, départements, communautés urbaines et villes : 518 M€ (25,8 %).

| Île-de-France : 49 M€ | Champagne-Ardenne : 80 M€              | Lorraine : 153 M€                                | Alsace : 236 M€                                |
| --------------------- | -------------------------------------- | ------------------------------------------------ | ---------------------------------------------- |
| Région : 49 M€        | Région : 27,14 M€                      | Région : 120,48 M€                               | Région : 95,58 M€                              |
|                       | Reims Métropole : 31,96 M€             | Conseil général de la Meuse : 2,61 M€            | Conseil général du Bas-Rhin : 59 M€            |
|                       | Conseil général des Ardennes : 4,82 M€ | Conseil général de Meurthe-et-Moselle : 10,04 M€ | Communauté urbaine de Strasbourg : 51,92 M€    |
|                       | Conseil général de la Marne : 16,08 M€ | Conseil général de la Moselle : 14,45 M€         | Conseil général du Haut-Rhin : 20,53 M€        |
|                       |                                        | Conseil général des Vosges : 5,42 M€             | Communauté d'agglomération de Colmar : 3,07 M€ |
|                       |                                        |                                                  | Mulhouse Alsace Agglomération : 5,90 M€        |

La base travaux de ce second tronçon est située à Réding.
Comme cela avait été annoncé, les travaux ont débuté en août 2010 entre Sarraltroff et Danne-et-Quatre-Vents.

#### Tracé

Carte schématique de la seconde phase de la LGV Est.

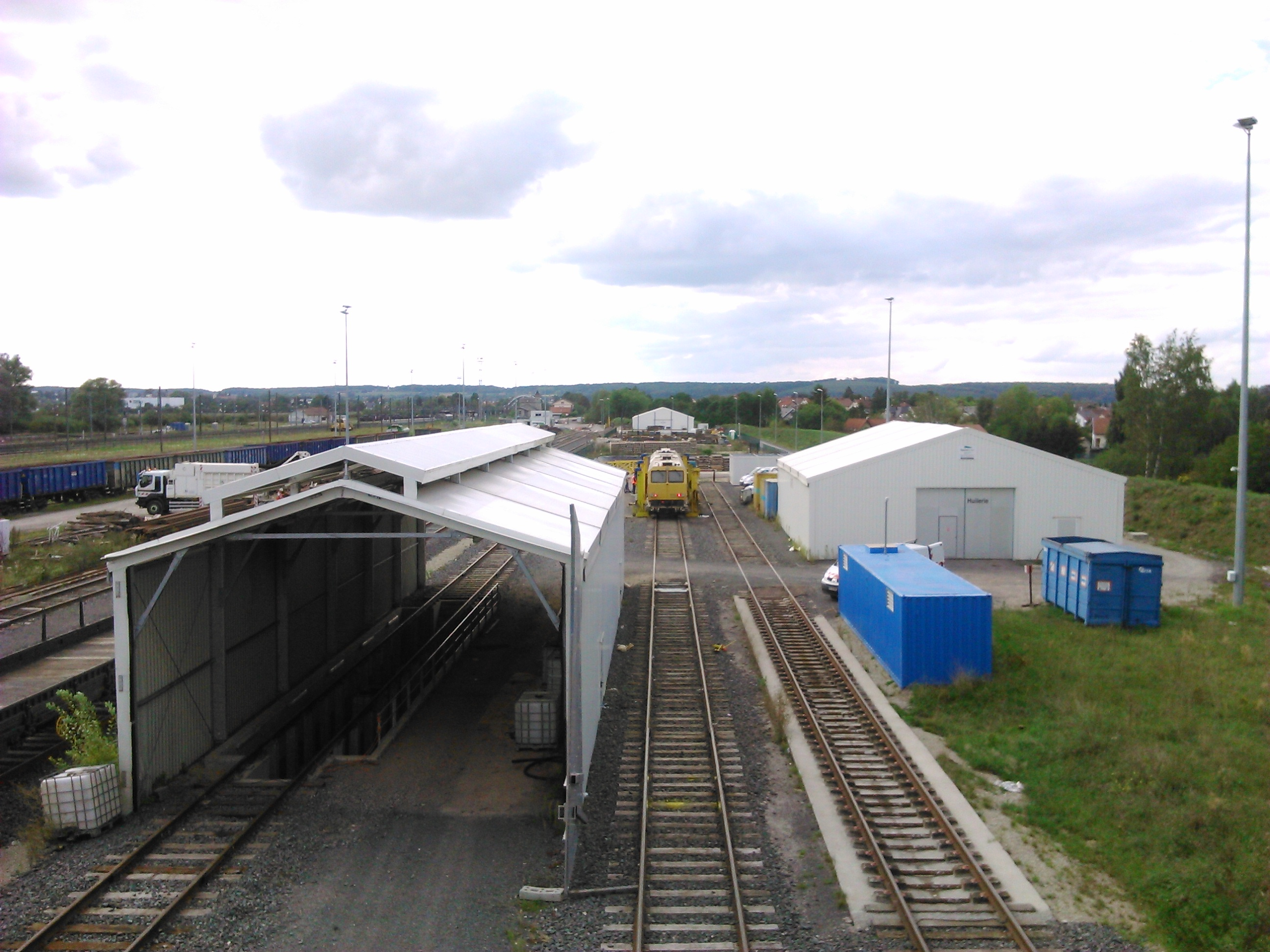
Aperçu de la base travaux (en septembre 2015) du second tronçon, alors installée au triage de Réding.

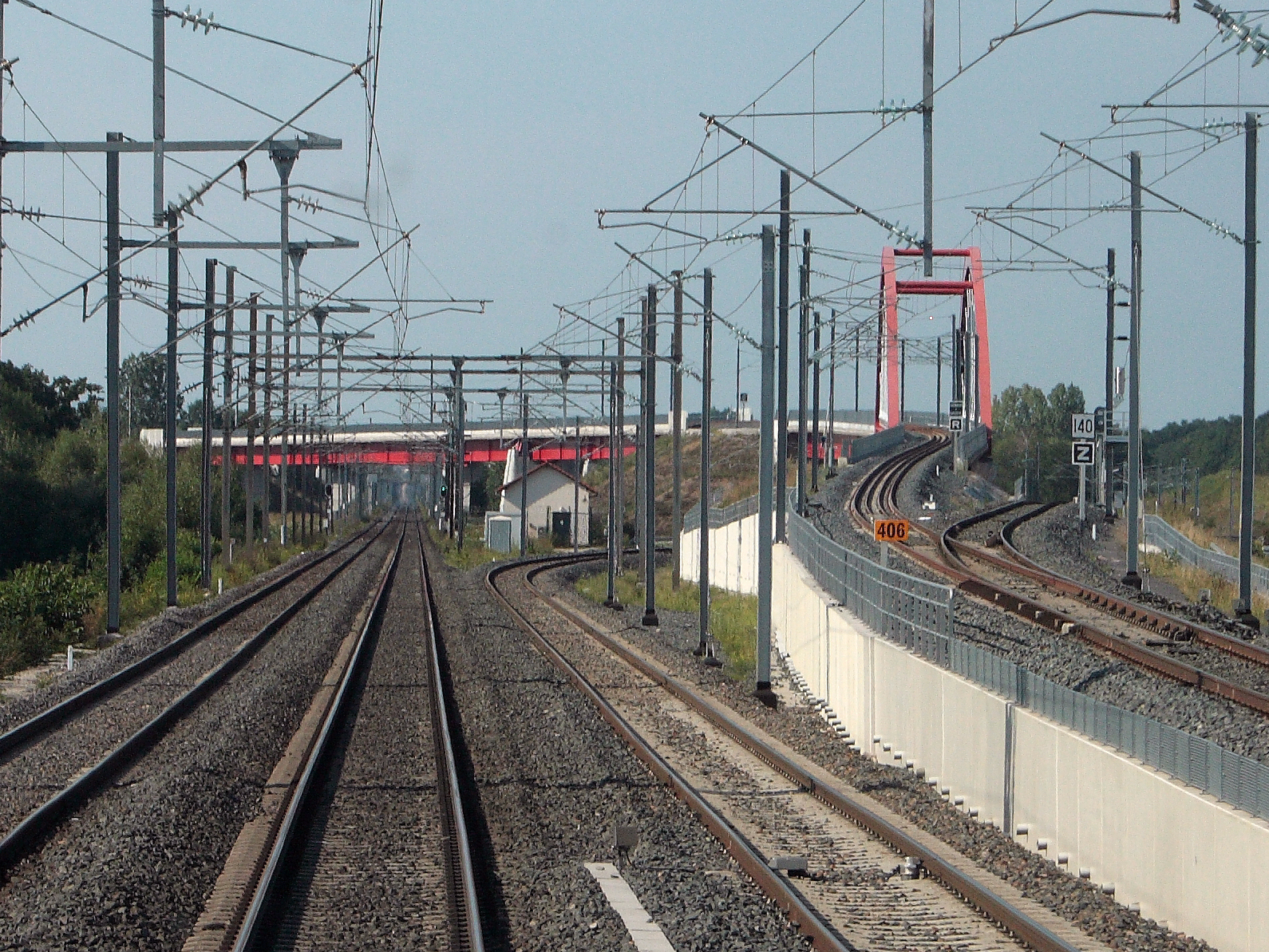
Le raccordement de Vendenheim, avec ses sauts-de-mouton (en arrière-plan).

Les 106 km de ligne nouvelle entre Baudrecourt et Vendenheim permettent de gagner 30 minutes entre Paris et Strasbourg. Le raccordement de Vendenheim a été modifié par rapport au tracé prévu par la DUP initiale. La LGV rejoint non plus la ligne de Paris à Strasbourg mais à l'extrémité de la ligne de Vendenheim à Wissembourg, en raison des économies procurées par les travaux sur cette ligne non électrifiée[réf. nécessaire].
La LGV est connectée au réseau classique près de Baudrecourt, par l'intermédiaire du raccordement de Lucy, en grande partie à voie unique, pour la liaison Metz – Strasbourg. Une seconde connexion s'effectue à Réding, par l'intermédiaire de la ligne de Réding à Drulingen, cette fois-ci pour la liaison Nancy – Strasbourg, lorsqu'elle est effectuée à grande vitesse.
La densité d'ouvrages d'arts est à peu près équivalente à celle de la première phase : outre le tunnel de Saverne, ont été réalisés 91 ponts routiers, quatre franchissements de voies ferrées, deux franchissements de rivières et quatre sauts-de-mouton.

#### Travaux

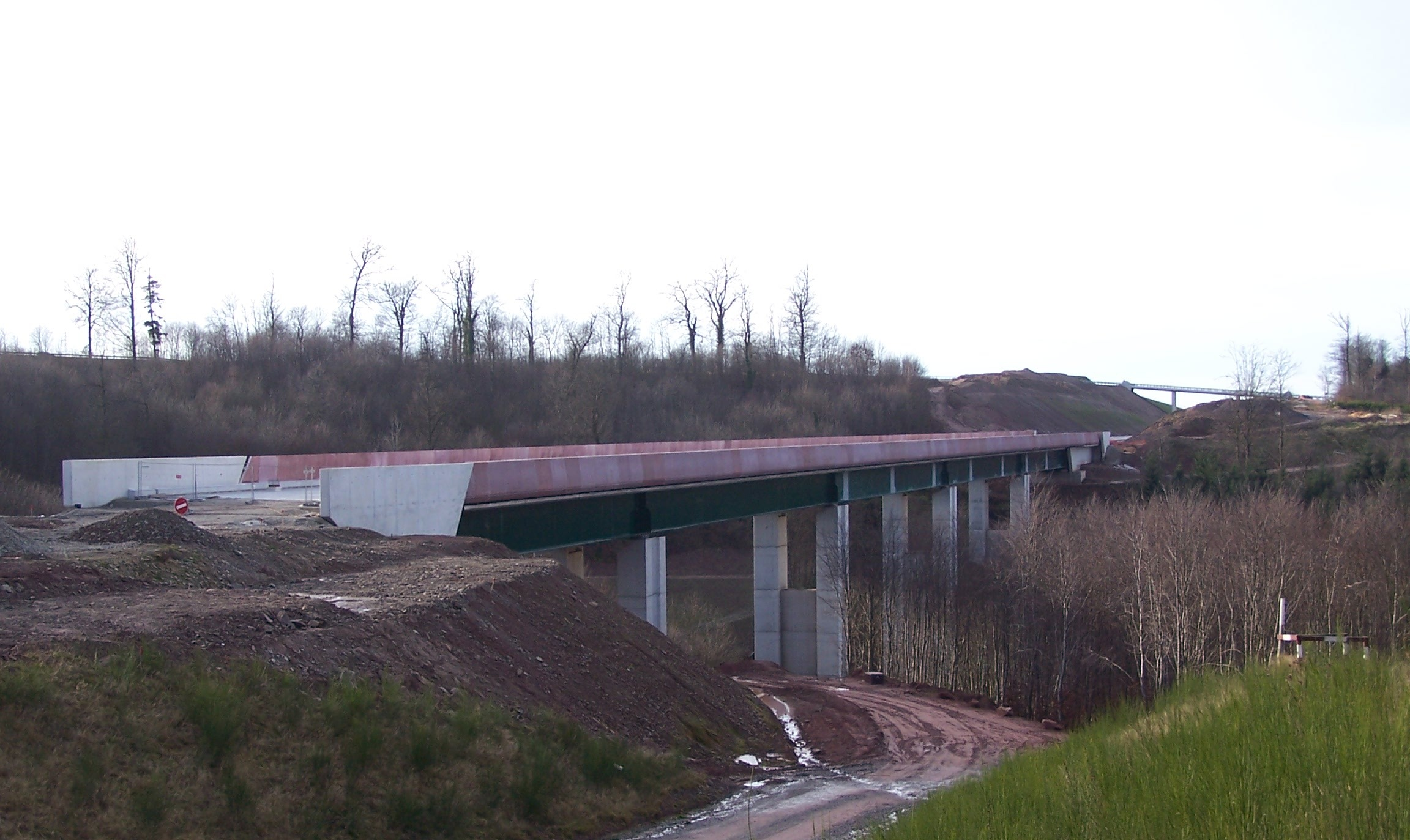
Viaduc du Haspelbaechel, vu par l'est en 2012.

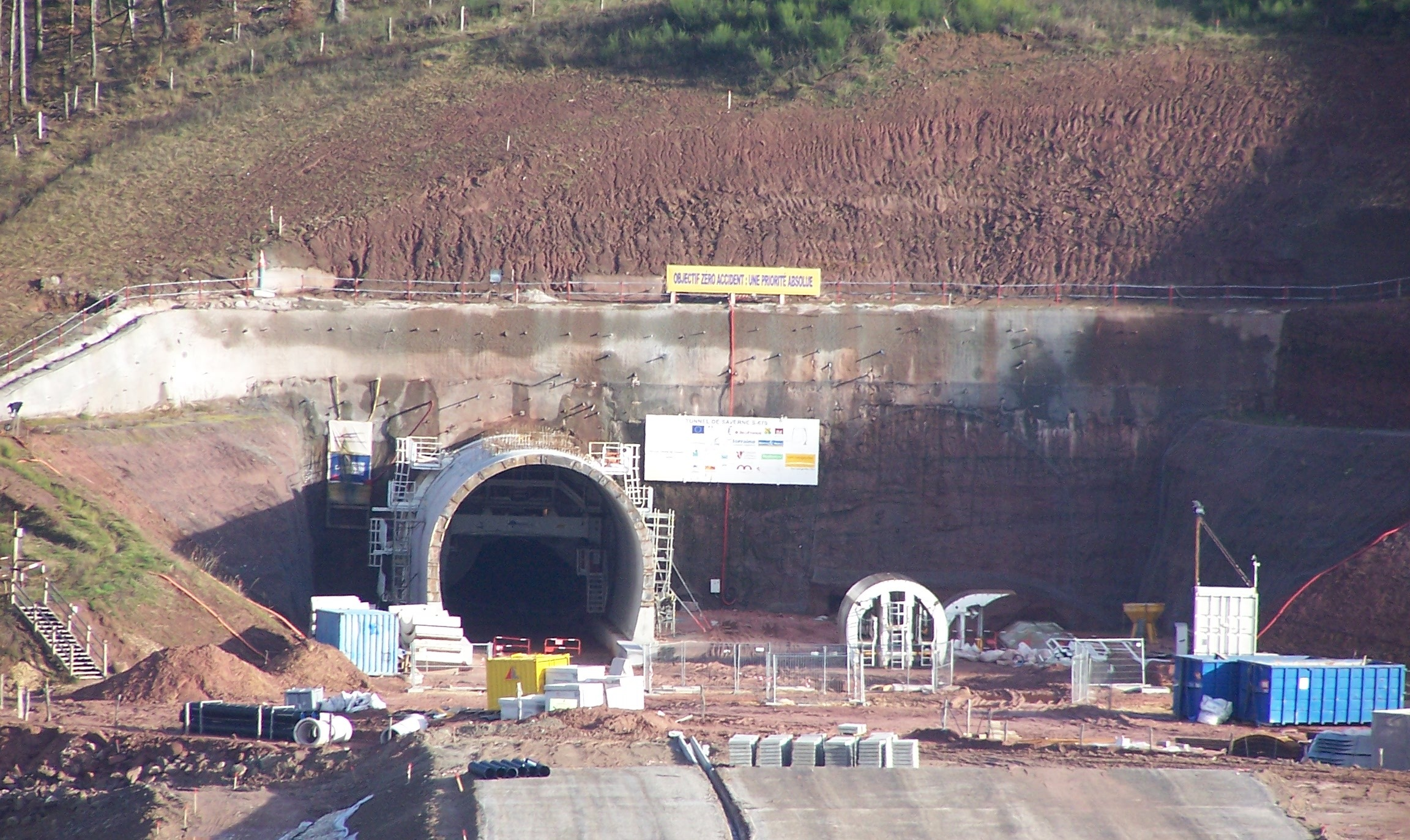
Tête ouest du tunnel de Saverne (2012).

Le calendrier des travaux de construction de la deuxième phase est découpé comme suit :
- 2010 – 14 avril 2014 : terrassement et génie civil[66] ;
- 2012 – 2015 : équipements ferroviaires ;
- septembre 2013 – 31 mars 2015 : pose des rails[67] ;
- automne 2015 : essais de la ligne[68] ;
- 3 juillet 2016 : mise en service (report par rapport à la date initiale du 3 avril, en raison de l'enquête judiciaire concernant l'accident mentionné ci-dessous).

Les travaux de génie civil sont découpés en deux tronçons et dix lots. La maîtrise d'œuvre est assurée par Arcadis et Inexia pour le tronçon G et par le groupe Setec (Société d'études techniques et économiques) pour le tronçon H. Les entreprises de travaux sont les suivantes : Alain Spielmann, Antea, Bonnard et Gardel, Campenon Bernard Construction, Cegelec, Dodin, Eiffage Rail, GTM, Guintoli, Lassus Paysage, Maia Sonnier, NGE Génie civil, Razel-Bec, Richard-Ducros, Socafi, Sotrabas, Spie Batignolles TPCI, Tractebel et Vinci Construction Terrassement. Les ouvrages remarquables sont le tunnel de Saverne et le viaduc du Landbach.
Les travaux des équipements ferroviaires sont découpés comme suit :
- la voie, la caténaire et la base travaux (située à Réding, opérationnelle à partir de juin 2013[73]), réalisés par un groupement d'entreprises constitué des sociétés ETF et Setec, pour un montant de 180 millions d'euros[74] ;
- les télécommunications ;
- les équipements d'alimentation électrique de la caténaire, réalisés par un groupement d'entreprises constitué des sociétés Colas Rail, Spie Est, Alstom Transport et Setec  pour un montant de 20 millions d'euros ;
- les équipements de signalisation, d'énergie basse tension, d'artères câblées et de télésurveillance, réalisés par les sociétés Alstom Transport et Legrand pour un montant de 40 millions d'euros, la part d'Alstom Transport représentant 30 millions d'euros[75].

Le percement du tunnel de Saverne s'achève en février 2013. En 2016, deux escargots en grès des Vosges sont placés à chaque extrémité du tunnel, clin d’œil au surnom des habitants d'Ernolsheim-lès-Saverne (le tunnel étant situé sous le territoire de cette commune), les « schnacka » (escargots en alsacien) et au logotype du TGV qui inversé représente un escargot.
La base de maintenance, dont le chantier avait débuté en janvier 2015, est désormais établie à Réding.
Peu après la mise en service réalisée le 3 juillet 2016, les habitants du village de Lucy (Moselle) dénoncent des nuisances sonores trop importantes lors des passages de trains (en l'occurrence 70 décibels), du fait de la proximité de la ligne par rapport aux habitations. Ils demandent ainsi l'installation de protections acoustiques.

#### Difficultés de financement
Des difficultés de financement apparaissent : l'État français n'a pas réglé 200 millions d'euros, le Luxembourg n'a pas versé l'intégralité des 40 M€ et le conseil départemental de la Meuse demande un étalement des versements. Le conseil régional de Champagne-Ardenne annonce refuser le paiement des 21 M€ sur fond de bras de fer avec la SNCF et l'État, autour de l'électrification de la ligne via Troyes et dans le cadre des négociations de création de la nouvelle région Alsace-Champagne-Ardenne-Lorraine.

#### Déraillement d'Eckwersheim

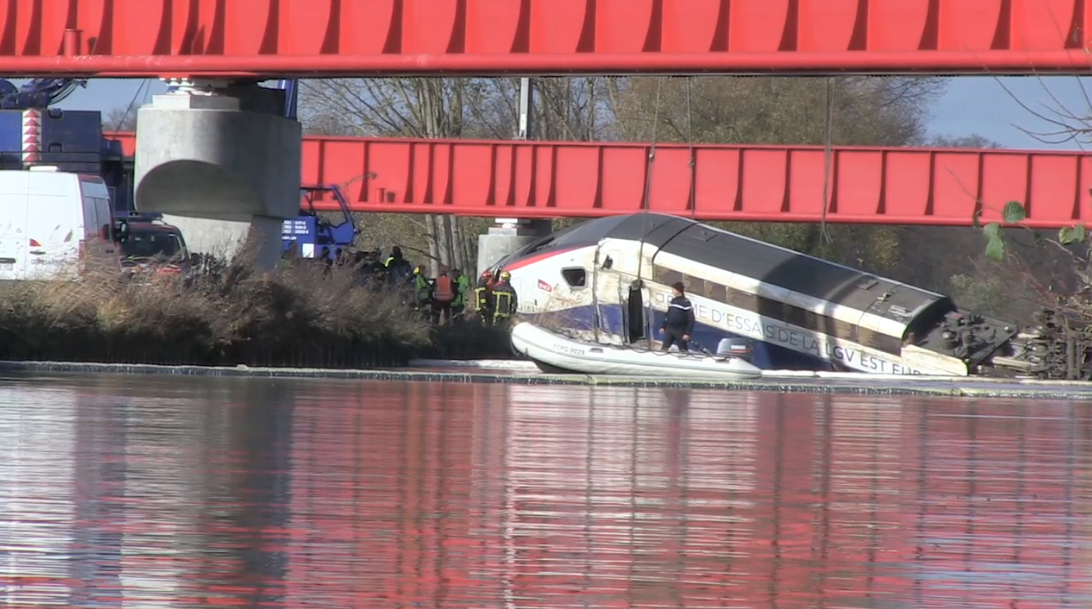
Motrice de la rame TGV tombée dans le canal de la Marne au Rhin.

Lors de la campagne d'essais, la rame Dasye 744 est victime d'un déraillement à Eckwersheim le 14 novembre 2015, provoquant la mort de 11 personnes.
Les essais dynamiques ont repris le 29 février 2016. Cependant, les 8 derniers kilomètres sont homologués pour une vitesse commerciale de 300 km/h contre 320 avant l’accident. La ligne est mise en service commercial le 3 juillet 2016. En attendant la remise en état du site de l'accident, les trains circulent dans un premier temps sur une seule voie entre Steinbourg et le raccordement de Vendenheim, soit environ 27 kilomètres,.
Les scellés judiciaires du site de l'accident sont levés à la mi-mars 2016. Les travaux de remise en état s'achèvent à la fin du mois de juillet 2016. Environ 400 mètres de voies ont dû être remplacés ; en outre, une partie de la caténaire a été changée ainsi qu'une poutre du pont, longue de 1,50 mètre. La SNCF doit encore réaliser des essais dynamiques afin d'obtenir l’autorisation de mise en exploitation commerciale complète de la seconde voie. SNCF Réseau prévoit une mise en service de cette seconde voie pour la mi-décembre 2016.
La voie accidentée ouvre au service commercial le 11 décembre 2016 ramenant le meilleur temps de trajet entre Paris et la capitale alsacienne à 1 h 46 min.

#### Déraillement d'Ingenheim
Le 5 mars 2020 vers 7 h 30, le TGV no 2350 reliant Colmar et Strasbourg à Paris déraille au point kilométrique 391 à proximité d'Ingenheim. La motrice et quatre voitures sont sorties des voies mais aucun élément ne s'est renversé. Le train, composé d'une rame Duplex, transportait 348 voyageurs ; il circulait à 270 km/h lorsqu'il a percuté un talus qui s'est affaissé à la suite d'un glissement de terrain. Le conducteur est grièvement blessé ; vingt-et-un voyageurs sont également blessés,. Pendant l'interruption des circulations, les TGV sont détournés par les lignes classiques entre Vendenheim et Baudrecourt.
Les travaux de remise en état débutent mi-avril 2020. Ils ont été retardés en raison de la pandémie de Covid-19 en France. La réouverture du tronçon a lieu le 27 septembre 2020. Un dispositif de détection des mouvements des ouvrages en terre a été installé sur la zone de 14 kilomètres affectée par le glissement de terrain. Les trains y circulent, dans un premier temps, à la vitesse de 80 km/h, avant de retrouver progressivement leur vitesse initiale le 12 décembre 2021.

### Tronçons et travaux d'amélioration supplémentaires

#### Desserte transrhénane via Strasbourg
La ligne Strasbourg – Kehl ainsi que la ligne Kehl – Appenweier prolongent la LGV Est européenne jusqu'à la ligne de Mannheim à Bâle. Elles font partie intégrante de la magistrale européenne, qui vise à faire du trajet Paris – Budapest un trajet presque entièrement à grande vitesse. Elles sont donc rénovées avec, notamment pour la ligne Strasbourg – Kehl, la construction d'un nouveau pont sur le Rhin au niveau de Kehl, ouvrage qui a été inauguré en 2010. La traversée s'effectue dorénavant à 160 km/h maximum, contre 50 km/h auparavant, et permet de gagner six minutes.

#### Liaisons vers la Rhénanie via Sarrebruck
Il n'est pas planifié d'amélioration du tronçon Baudrecourt – Sarrebruck (environ 50 km), dont la vitesse maximale est de 130 km/h, la SNCF estimant difficile de diminuer sensiblement les temps de trajet sur cette partie.
La Deutsche Bahn a en revanche entamé la rénovation du tronçon de Sarrebruck à Mannheim (126,8 km), qui est déjà achevée pour certaines sections dont la vitesse maximale est aujourd'hui portée à 200 km/h, et devant l'être pour d'autres sections fin 2019. Le temps de trajet entre ces deux villes en 2017 est de 1 h 18 min, qui doit donc être réduit fin 2019. Le secrétariat d'État français aux Transports, en 2008, indiquait un temps de parcours futur de 1 h 9 min, en ne prévoyant toutefois alors qu'une vitesse de 160 km/h.
En avril 2009, les responsables politiques de la Moselle, de la Sarre et de Rhénanie-Palatinat ont signé une déclaration visant à promouvoir l’axe nord, et demandant une amélioration des vitesses et des fréquences entre Baudrecourt et Mannheim. Le préfet de Moselle indiquait alors que l'amélioration de la branche nord serait prise en compte lors de la deuxième phase de la LGV. La convention de financement de la seconde phase de la LGV-Est prévoyait ainsi d'améliorer de 15 min le trajet entre Baudrecourt et Mannheim par Sarrebruck, pour qu'il reste compétitif par rapport au détour par Strasbourg.
En Lorraine et en Sarre, certains craignaient en effet qu'après la mise en service de la deuxième phase, cette branche soit abandonnée au profit du passage par Strasbourg. En effet, le trajet Paris – Francfort était prévu d'être effectué via Strasbourg en 3 h 32 min alors qu'il en fallait 3 h 48 min par la branche nord. La ministre sarroise Simone Peter estimait qu'il n'y avait pas de risques à court terme et avait annoncé que des pistes d'améliorations de la voie allaient être étudiées. Depuis la mise en service de la deuxième phase de la LGV Est, en 2016, les meilleurs temps de parcours Paris – Francfort sont de 3 h 38 min, via Strasbourg.

## Ouverture de la ligne

### Inauguration du premier tronçon
Le premier tronçon de la LGV Est européenne a été inauguré avec faste le 15 mars 2007, trois mois avant sa mise en service commercial. Réseau ferré de France (RFF) a dépensé pas moins d'un million d'euros pour l'inauguration de sa première LGV, ce qui a provoqué un certain mécontentement de la part d'associations d'usagers qui auraient préféré voir ce montant utilisé à améliorer des lignes ferroviaires déficientes.
Le train inaugural a quitté vers 16h00 de la gare de Paris-Est emportant à son bord le ministre des Transports, Dominique Perben, et l'ensemble des partenaires finançant la ligne. Le convoi est arrivé en gare de Lorraine TGV à Louvigny, à 17 h 40, avec un arrêt sur le parcours en gare de Champagne-Ardenne TGV à Bezannes.
Puis l'ensemble des participants a pris la direction l'abbaye des Prémontrés à Pont-à-Mousson, où une cérémonie a regroupé les vingt-deux partenaires du projet (État, régions, collectivités territoriales, le Grand duché de Luxembourg, l'Union européenne, la SNCF) avec diverses interventions et un concert de l'orchestre national de Lorraine.
À cette occasion, un feu d'artifice de grande envergure a été tiré à 20 h par l'artificier Lacroix-Ruggieri sur un fond musical de l'artiste Marboss. Trois-mille feux de bengale rouge ont été disposés tous les cent mètres le long de la ligne et se sont allumés progressivement, en même temps qu'un autre artifice a parcouru l'intégralité de la ligne (300 km), de Vaires-sur-Marne à Baudrecourt, en un temps record de trois minutes et 20 secondes à une vitesse de 5 400 km/h. Dans le même temps, un spectacle pyrotechnique était déclenché sur trois ouvrages de la ligne : le viaduc de l'Ourcq (Seine-et-Marne), la passerelle de la gare de Champagne-Ardenne TGV (Marne) et le viaduc de Jaulny (Meurthe-et-Moselle).

### Les essais pratiqués avant l'ouverture de la ligne

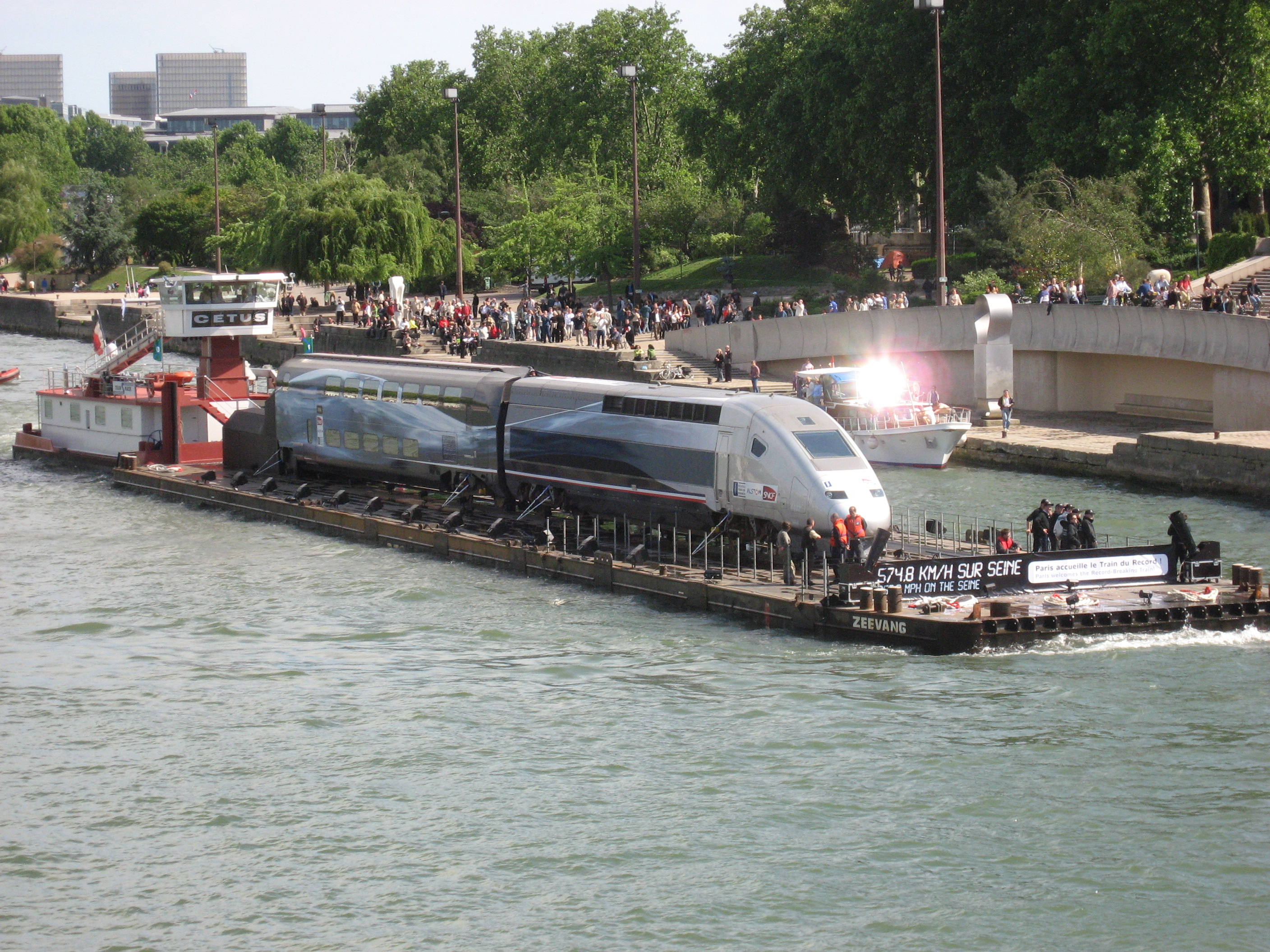
Une motrice du record et sa remorque lors de la parade sur la Seine le 13 mai 2007.

À la fin des travaux de construction de la ligne, des essais ont été pratiqués afin d'augmenter progressivement la vitesse commerciale des futurs trains à grande vitesse. Le projet « V 150 » (pour 150 mètres par seconde, soit 540 km/h) était lancé.
Ces tests (la voie, contraintes, accélérations, températures et les grandeurs électriques) contribuent à faire progresser la fiabilité, le confort (bruits, vibrations) à l'aide de 800 points de mesure qui sont sauvegardés dont environ 500 par le laboratoire de la R8 (trois fois plus que lors du record en mai 1990). Ces tests ont été largement diffusés par de nombreux médias, ce qui contribue à améliorer l'exportation du TGV.

### Le nouveau record du monde de vitesse du TGV

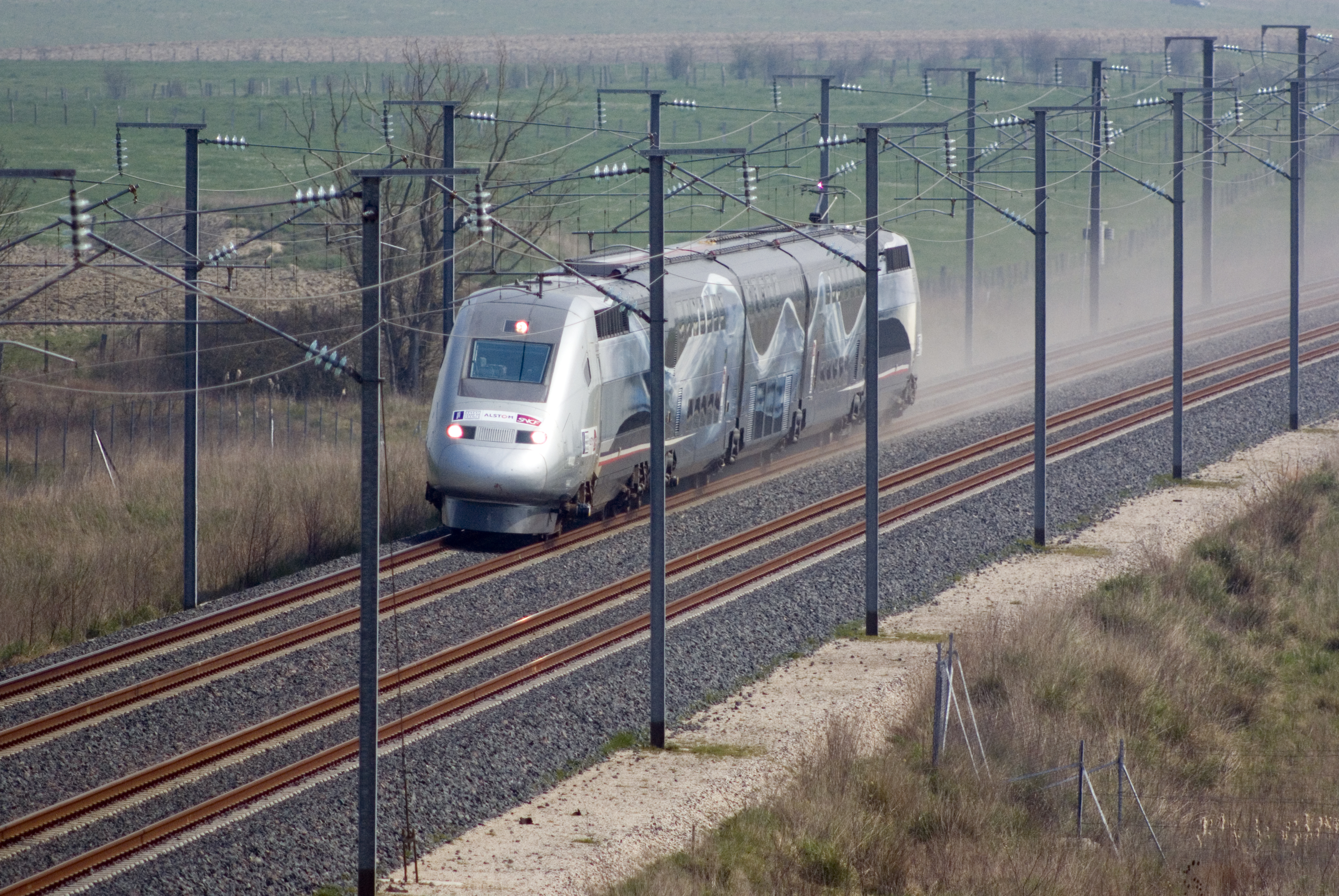
La rame V 150 lors du record mondial de vitesse sur rail de 574.8 km/h.

Le 3 avril 2007 à 13 h 15, la rame d'essai V150 d'Alstom bat le record du monde de vitesse sur rail à 574,8 km/h. Le précédent record officiel enregistré était de 515,3 km/h en mai 1990, sur la LGV Atlantique.
Pour permettre une puissance de traction de 19,5 MW, la tension du courant fourni par la caténaire est portée à 31 kV (au lieu de 25 kV), afin de limiter son intensité à 630 A.
Pour des raisons de sécurité, les suspensions sont doublées sur les bogies. La force aérodynamique de la résistance à l'avancement croît avec le carré de la vitesse. Les carénages près du sol sont prolongés car le train est rehaussé à cause de roues plus grandes. Des bavettes en caoutchouc entre les voitures entraînent une diminution de 15 % de la résistance aérodynamique.
La voie est composée de rails « UIC 60 » (pesant 60 kg/m), constitués de barres longues de 80 mètres qui sont assemblées en usine, par soudure électrique, pour former de longs rails soudés de 400 mètres de long ; ceux-ci sont acheminés sur place avant d'y être assemblés à leur tour par soudure alumino-thermique. Les traverses sont calées dans 30 à 35 cm de ballast sous leur base. La présence d'une courbe de rayon inférieur à 18 000 m nécessite que le rail extérieur entre les points kilométriques 190,3 et 196,8 soit relevé de 51 mm à 130 mm par un rajout de ballast.

### Mise en service
La mise en service de la première phase de la ligne (entre Vaires-sur-Marne et Baudrecourt), d'abord prévue en 2006, fut repoussée au 10 juin 2007. Celle de la seconde phase (jusqu'à Vendenheim) est réalisée le 3 juillet 2016 (au lieu du 3 avril).
Les TGV et ICE ont néanmoins commencé à circuler à partir de juin 2006 entre Paris et l'Est de la France, en conservant les horaires des trains Corail qu'ils remplacent, dans le double but de former les conducteurs et les personnels à bord et d'habituer la clientèle aux particularités du TGV, en particulier la réservation obligatoire.
La vitesse d'exploitation de cette LGV est de 320 km/h contre 300 km/h sur les LGV précédentes (à l'exception notable d'une base d'essais située sur la branche provençale de la LGV Méditerranée, permettant également la vitesse de 320 km/h).
L'augmentation de la vitesse de circulation est due au tracé plus rectiligne (courbes à plus grand rayon) et à l'entre-axe des voies supérieur (4,50 m au lieu de 4,20 m sur la plupart des lignes antérieures).

## Trafic

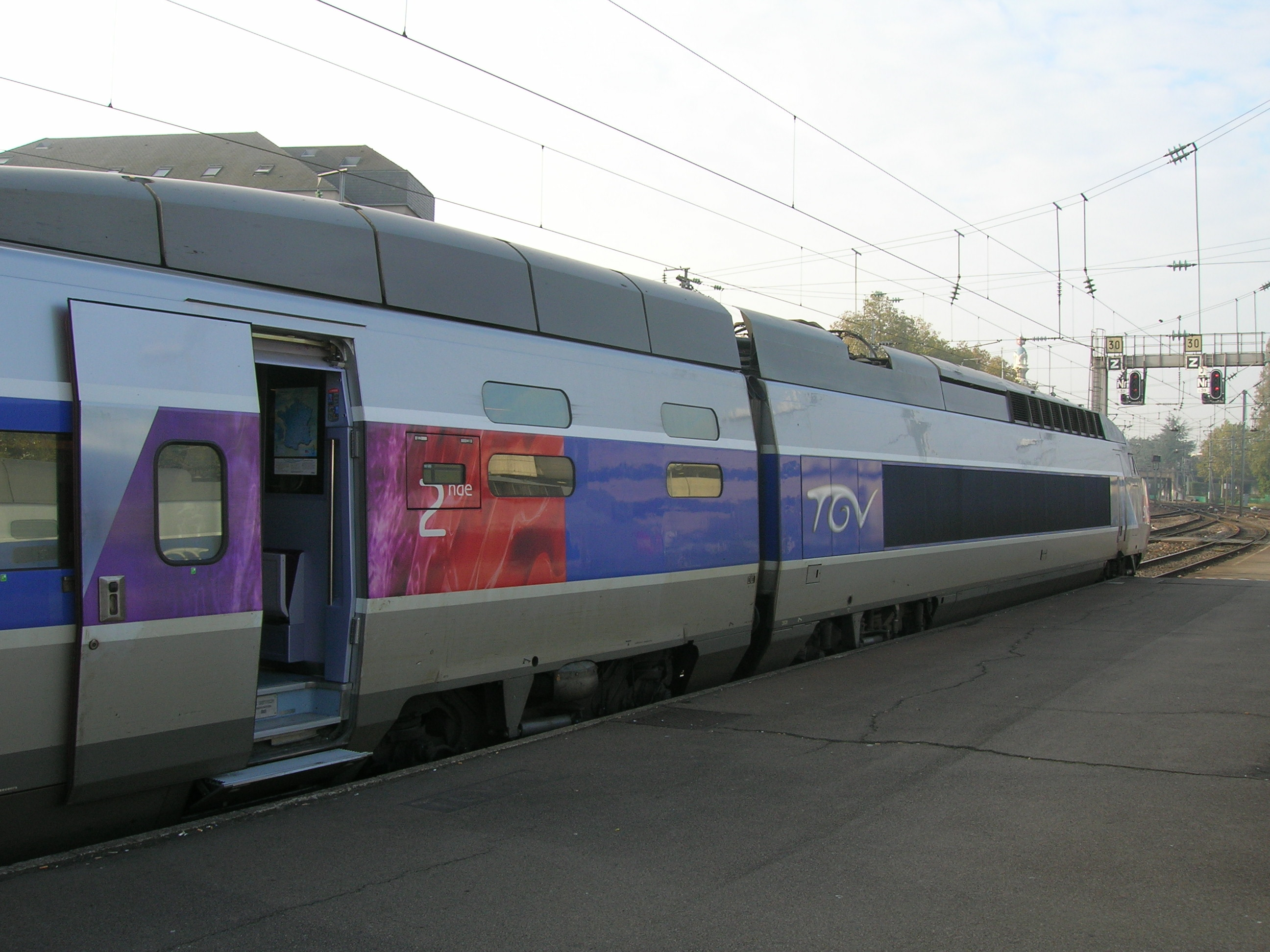
Rame TGV Réseau rénovée « Lacroix ».

La mise au point des dessertes du TGV, pour préparer la mise en service de la ligne à l'été 2007, a fait l'objet d'une concertation durant l'année 2004, sous la conduite du préfet Bernard Hagelsteen. Les négociations ont abouti le 2 février 2005, avec la présentation à Metz par le comité de suivi, du projet des dessertes du TGV Est européen établi par la SNCF.

### Trains circulant sur la ligne
La ligne est parcourue par quatre principaux types de trains :
- pour le trafic intérieur et le trafic international avec le Luxembourg, des rames TGV Réseau bicourant (elles circulaient auparavant sur la LGV Nord et ont toutes été fabriquées entre 1992 et 1994) rénovées avec un aménagement intérieur conçu par Christian Lacroix, mais également des rames TGV 2N2 ;
- et pour le trafic international avec l'Allemagne :
  - des rames TGV 2N2 (en remplacement des TGV POS, depuis décembre 2012) mais également des DB 407, sur la relation Paris – Stuttgart – Munich,
  - des rames TGV 2N2 (2 relations ; également en remplacement des rames POS), et des ICE 3 « MF » voire des DB 407 (3 relations), sur Paris – Francfort.

### Temps de trajet, fréquences, cadencement
Le meilleur temps de trajet Paris – Strasbourg est passé de 4 h à 2 h 17 min avec la première phase, puis il tombe à 1 h 46 min lors de la deuxième phase. Plusieurs autres parcours ont également été améliorés en 2007 : Reims est à 45 minutes de Paris au lieu de 1 h 35 min, Metz à 1 h 23 min au lieu de 2 h 45 min, Nancy à 1 h 30 min au lieu de 2 h 45 min, Mulhouse à 3 h 10 min au lieu de 4 h 25 min, Colmar à 2 h 50 min au lieu de 4 h 40 min, Luxembourg à 2 h 6 min au lieu de 3 h 55 min, et, pour Lyria (avant le transfert de ces relations à la LGV Rhin-Rhône, avec départs et arrivées à Paris-Gare-de-Lyon, en décembre 2011) : Bâle à 3 h 20 min, au lieu de 5 h, et Zurich à 4 h 26 min, au lieu de 6 h.
Depuis la publication (août 2006) de la trame horaire des TGV, les temps de parcours ont été légèrement améliorés : Metz est à 1 h 23 min de Paris (contre 1 h 30 min), Luxembourg à 2 h 6 min (contre 2 h 15 min) et Épinal à 2 h 14 min (contre 2 h 20 min).
En ce qui concerne les fréquences, elles sont conformes à celles annoncées dans les déclarations d'utilité publique, sauf pour les relations internationales et intersecteurs : pour manque de trains ICE-3 certifiés pour la France dans l'horaire d'été 2007, il n'y a qu'un seul aller-retour Francfort-sur-le-Main – Paris et deux AR en navette entre Paris et Sarrebruck, avec des correspondances à Sarrebruck de ou vers Francfort par des trains non aptes pour le service international. Le plein programme avec cinq aller-retours Francfort – Paris par jour commence avec l'horaire d'hiver 2007-2008 le 9 décembre 2007. Il en est de même pour la branche sud, où initialement seuls trois TGV par jour vont à Stuttgart, nombre porté à quatre à partir de l'horaire d'hiver 2007-2008, dont un avec prolongement jusqu'à Munich.
Un seul aller-retour quotidien a tout d'abord relié Strasbourg respectivement à Rennes, à Nantes et à Bordeaux. La SNCF a dit vouloir attendre la montée du trafic pour augmenter la fréquence sur ces axes. En 2008, Strasbourg est relié directement à Rennes (à raison d'un aller-retour par jour), à Nantes (deux AR par jour), à Lille (trois AR par jour, puis un AR par jour depuis décembre 2012, de nouveau trois AR quotidiens en juillet 2016, puis finalement deux depuis juillet 2017) et à Bordeaux (trois AR par jour).
Par ailleurs, le cadencement a été retenu sur la plupart des lignes, avec des fréquences différentes cependant. Les liaisons intersecteurs (reliant l'Alsace, la Lorraine et la Champagne-Ardenne à Lille, Bordeaux, Rennes ou encore Nantes) ne bénéficient pas pour l'instant de ce cadencement.
En prélude à la mise en service de la seconde phase de la LGV réalisée le 3 juillet 2016, des temps de parcours améliorés ont été annoncés pour certaines liaisons : Paris – Strasbourg en 1 h 46 min (au lieu de 2 h 17 min avant la mise en service de cette seconde phase), Strasbourg – Paris en 1 h 49 min (au lieu de 2 h 19 min) tant que la circulation se fait sur une seule voie à hauteur d'Eckwersheim à la suite de l'accident du 14 novembre 2015, Strasbourg – Bruxelles en 3 h 38 min (au lieu de 4 h 37 min), Strasbourg – Luxembourg en 1 h 39 min (au lieu de 2 h 17 min), Strasbourg – Lorraine TGV en 38 minutes (au lieu de 1 h 9 min) et Strasbourg – Metz en 52 minutes (au lieu de 1 h 17 min).

### Anticipation de la mise en service
Les rames TGV ont commencé à circuler à vitesse normale (maximum 160 km/h) sur la ligne existante Paris-Metz-Luxembourg à partir du 25 juin 2006 (quatre aller-retours quotidiens) et sur la ligne Paris-Nancy-Strasbourg à partir du 28 août 2006 (un aller-retour quotidien). Ces premières circulations sur voie classique ont eu pour but d'habituer les clients à la réservation obligatoire en TGV, mais aussi de former les personnels de bord, et les personnels techniques des ateliers de maintenance qui s'occupent désormais des rames TGV-Est.
Cette « avant-première » a cependant été largement critiquée par les associations de consommateurs, notamment en raison de la hausse des prix qu'elle a induit sans diminution des temps de parcours.
Ces premières circulations ont également eu lieu entre la France et l'Allemagne, ce qui a permis de familiariser les personnels, bilingues, de les entraîner aux matériels (TGV et ICE) et aux conditions de trajet.

### Liaisons internationales

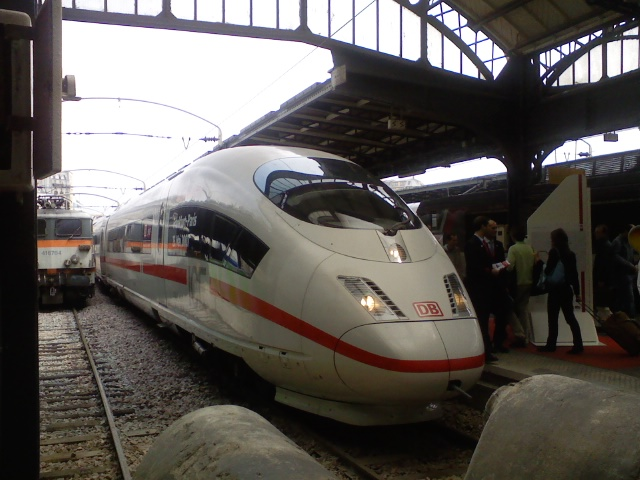
L'ICE 3 en gare de Paris-Est à Paris.

Comme d'autres lignes TGV, cette ligne dessert non seulement la France, mais aussi des pays voisins, en l'occurrence l'Allemagne, le Luxembourg et la Suisse.

#### Études préliminaires
Rhealys (de), une société d'études associant les chemins de fer allemands (DB), français (SNCF), suisses (CFF) et luxembourgeois (CFL), a été créée en 2000 pour développer la desserte internationale de la LGV Est. À la suite de désaccords entre la Deutsche Bahn et la SNCF, elle n'a pas été conservée en 2007 pour assurer l'exploitation des dessertes.

#### Liaisons France - Allemagne

##### Accord SNCF - DB
À la différence de la ligne nouvelle Bruxelles-Liège-Frontière allemande en Belgique, les circulations sur la LGV Est-européenne ont fait l'objet d'un accord entre la Deutsche Bahn (DB) et la SNCF, de sorte qu'on ne verra pas de circulations concurrentes sur la même desserte.
De plus, des équipes mixtes franco-allemandes (SNCF-DB) travaillent sur les trains : le chef d'un ICE de la Deutsche Bahn peut tout aussi bien être fourni par la SNCF, et réciproquement.
Cet accord est cependant moins élaboré que ceux que la SNCF avait signés avec d'autres opérateurs ferroviaires pour exploiter des services internationaux. Alleo, la coentreprise franco-allemande créée à cet effet le 25 mai 2007 n'est pas une marque commerciale et ne dispose pas de son propre matériel, et les trains transfrontaliers roulent donc sous les marques ICE ou TGV.
De plus, chaque entreprise a gardé sa gamme tarifaire, et ses traditions en ce qui concerne par exemple la réservation, la restauration ou encore l'usage du tabac jusqu'au 1er septembre 2007, date à laquelle la DB a interdit de fumer sur tous ses trains de grandes lignes.

##### Dessertes France - Allemagne

###### Historique
Le nombre de dessertes a progressivement augmenté depuis les débuts en 2007.
Initialement deux dessertes ont été mises en place entre Paris et l'Allemagne :
- par ICE via Forbach, Sarrebruck et Mannheim, à destination de Francfort, avec des ICE-3 de la Deutsche Bahn (puis des DB 407). Au 9 décembre 2007, les liaisons ICE directes entre Paris et Francfort ont été renforcées, passant de trois à cinq par jour. Le voyage direct (sans changement à Sarrebruck) permet de gagner un quart d'heure, pour une durée totale de 3 h 48 min. Le 3 juillet 2016, un autre itinéraire Paris – Francfort via Strasbourg est mis en place ;
- par TGV via Strasbourg pour le sud de l'Allemagne à destination de Karlsruhe, Stuttgart et Munich, assuré par des rames TGV 2N2 (en remplacement des TGV POS depuis 2012) de la SNCF, mais également des DB 407 (sauf pour Munich). Le trajet Paris - Munich en liaison directe et sans changement de train, dure 6 h 15 min en 2007, contre 8 h 30 min avant le lancement du TGV Est.

###### Aujourd'hui
Trois itinéraires empruntant la LGV Est sont exploités vers l'Allemagne :
- Paris – (Forbach) – Sarrebruck – Kaiserslautern – Mannheim – Francfort-sur-le-Main
  - 4 A/R quotidiens (1 TGV et 3 ICE), dont le plus rapide (sans arrêt à Forbach) relie Paris à Francfort en 3 h 48 min. La gare de Forbach est desservie par respectivement une et deux de ces dessertes.
- Paris – Strasbourg – Karlsruhe – Mannheim – Francfort-sur-le-Main
  - 2 A/R quotidiens (1 TGV et 1 ICE), en 3 h 38 min.
- Paris – Strasbourg – Karlsruhe – Stuttgart – (Ulm – Augsbourg – Munich)
  - 5 A/R quotidiens (3 TGV et 2 ICE), reliant Paris et Stuttgart en 3 h 8 min, dont l'un (TGV) reliant aussi Munich, en 5 h 41 min depuis Paris. Par ailleurs, les 4 trains dans chaque sens ayant Stuttgart pour terminus permettent une correspondance pour Munich, de même que certains des trains Paris – Mannheim.
- Paris – Strasbourg – Offenbourg – Lahr – Ringsheim/Europa-Park – Fribourg-en-Brisgau
  - 1 A/R quotidien (1 TGV) relie Paris à Fribourg-en-Brisgau en 3 h 26 min.

###### Futur
- Paris – Berlin : Le programme du parti socialiste pour les élections présidentielles de 2012 prévoyait de « proposer un co-investissement franco-allemand pour réaliser la ligne TGV Paris-Berlin d’ici la fin de la décennie » et précisait « ainsi, on pourra relier les deux capitales en moins de trois heures trente »[111]. Ce projet n'a toutefois pas été lancé. En 2017, il n'existe pas de liaison TGV ou ICE directe entre Paris et Berlin mais il est possible de relier les deux villes par ces trains avec un changement, par exemple à Francfort (TGV/ICE directs Paris-Francfort en 3 h 38 min et ICE direct Francfort-Berlin en 3 h 40 min)[110].
- Paris – Budapest via Munich : la LGV fait partie intégrante de la magistrale européenne, qui vise à faire du trajet Paris – Budapest un trajet presque entièrement à grande vitesse, en une dizaine d'heures.

#### Liaisons France - Luxembourg
Des dessertes supplémentaires assurées par la SNCF concernent le Luxembourg, avec la liaison Paris - Luxembourg (depuis 2007), et les liaisons Luxembourg - Marseille / Montpellier via Strasbourg (créées en 2016).

### Tarifs

#### En France
La grille tarifaire dévoilée par la SNCF avant l'ouverture de la première phase a provoqué une vague de mécontentement au vu de la forte augmentation des prix des billets et abonnements, particulièrement celle du Conseil économique social et environnemental de Lorraine mandaté d'une étude par le conseil régional.
Selon une étude du conseil général de la Moselle du 2 mars 2007, la hausse des tarifs du TGV par rapport aux trains classiques actuellement en service « varie entre 20 % et 60 % selon l'origine de la gare mosellane et la plage horaire empruntées ».
Le conseil général indique que « le TGV-Est (étant) en outre la seule ligne en France à avoir été financée par les collectivités locales à hauteur de 23 %, l'assemblée départementale de la Moselle demande instamment à la SNCF de revoir sa politique tarifaire ». La Moselle a menacé de ne pas participer au financement de la seconde tranche jusqu'à Strasbourg.

## Impact socio-économique de la ligne
La mise en service de la LGV Est permet de diviser par deux en moyenne les temps de parcours ferroviaires entre Paris et l'Est de la France, ce qui suscite beaucoup d'espoir dans des régions de France ayant vécu d'importantes mutations économiques avec la désindustrialisation et une image de marque assez négative.

### Impact sur les villes
À Reims, aucun véritable boom immobilier n'a eu lieu avant l'ouverture de la ligne. Mais la gare centrale a été rénovée et un nouveau hall a été ouvert du côté du quartier Clairmarais. Huit mois après la mise en service de la ligne, on n'a pas constaté d'« effet TGV » comme cela a été le cas au Mans ou à Tours lors de l'ouverture du TGV Atlantique.
Mais le TGV Est qui place la plus importante agglomération de la Champagne à 45 minutes de Paris (40 min à partir de Bezannes) a provoqué une vague de modernisation de la ville (arrivée du tramway depuis avril 2011), la création de 2 000 emplois en trois ans ainsi qu'une importante vague de construction immobilière. Pas moins de 470,000 m2 de bureaux ont été programmés sur les vingt prochaines années à Reims et à Bezannes, commune de l'agglomération où se situe la gare d'interconnexion. Les taxis G7, le groupe ING ou le 118 008 y ont déjà déplacé leurs centres d'appels, séduits par la proximité ferroviaire de la capitale et par le prix du mètre carré nettement moins élevé. De plus, la « nouvelle proximité » de Reims avec la capitale a incité Sciences Po Paris à y ouvrir un sixième campus régional. Cependant, la LGV Est ne permet pas à la ville de Reims d'être directement reliée à l'Allemagne puisque les trains (TGV, ICE) en provenance ou à destination de Francfort, Karlsruhe ou Munich n'opèrent aucun arrêt à la gare de Champagne-Ardenne TGV, située à Bezannes, à 5 km au sud du centre de Reims.
Metz a également procédé à d'importants travaux de rénovation du centre-ville, et un nouveau quartier — celui de l'amphithéâtre — devrait sortir de terre dans les années à venir, offrant pas moins de 72 000 m2 de bureaux, de logements et de commerces à l'emplacement d'une ancienne friche ferroviaire. L'édification du Centre Pompidou-Metz a débuté en novembre 2006. Un nouveau centre commercial est également ouvert depuis le 22 novembre 2017 et un palais des congrès Robert Schuman est inauguré en septembre 2018.
À Nancy, un nouveau centre des congrès et un quartier d'affaires, avec notamment l'immeuble République comprenant une nouvelle gare, un pôle intermodal pour les transports et des bureaux voit le jour. De plus, la Métropole du Grand Nancy a prévu la requalification et le réaménagement du quartier de la gare (sur plusieurs hectares) ainsi que le réaménagement de l'entrée de la ville places Thiers et Maginot. Pour finir une deuxième ligne de transport en commun en site propre passant par la gare va bientôt voir le jour. Nancy a aussi anticipé l'arrivée du TGV Est en construisant une nouvelle gare côté Saint-Léon et en requalifiant et en réaménageant la gare historique.
Strasbourg n'a pas connu une flambée des prix de l'immobilier, et n'a pas mis en chantier de grands projets hormis la rénovation de la gare. En revanche, tout comme Metz, cette ville a bénéficié selon les statistiques de l'Institut national de la statistique et des études économiques (Insee) d’un « effet TGV » significatif, concentré notamment sur l’activité touristique.
Sarrebruck a complètement rénové le quartier de la gare pour donner naissance à un nouveau quartier d'affaires, directement relié à l'autoroute et au centre-ville.

### Impact sur le transport aérien

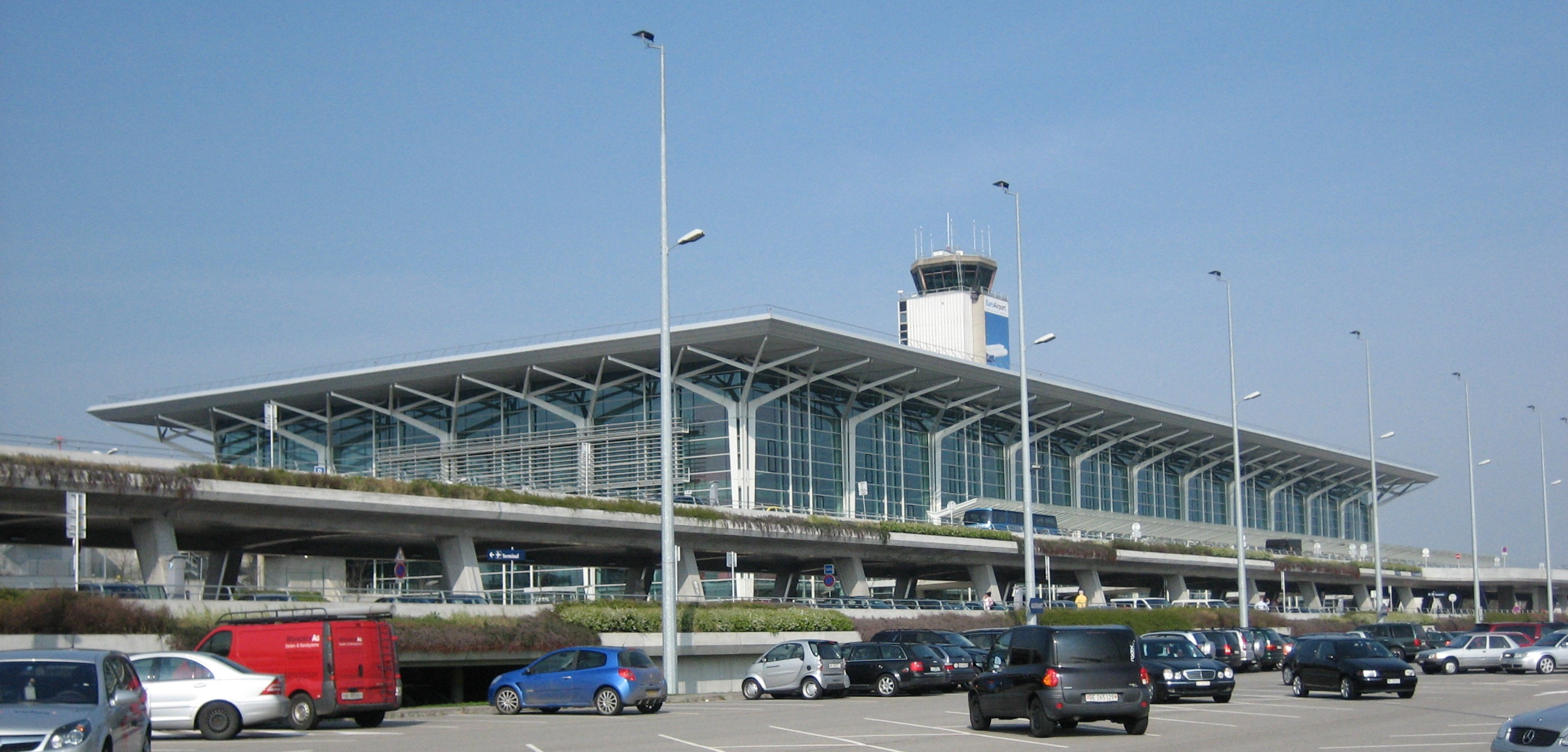
L'aéroport de Bâle-Mulhouse-Fribourg.

Comme à chaque ouverture de ligne à grande vitesse, la mise en service de la LGV Est européenne a entraîné une baisse du trafic aérien sur les liaisons concernées.
Jean-Cyril Spinetta, président d'Air France, annonçait ainsi avant la mise en service « il est évident que cela détruira de l'emploi dans l'aérien », raison pour laquelle la compagnie aérienne avait anticipé un plan social dans la région. « Nous veillons dès maintenant à ce qu'il n'y ait pas de sureffectif à Strasbourg ».
On peut par ailleurs noter des stratégies différentes selon les compagnies aériennes : si la compagnie à bas prix easyJet a décidé d'abandonner sa liaison Paris-Charles-de-Gaulle - aéroport de Bâle-Mulhouse-Fribourg dès l'entrée en service de la ligne (Bâle est désormais à 3 heures 20 de la gare de Paris-Est), Air France a au contraire décidé de renforcer son offre, de huit à vingt-trois aller-retours quotidiens.
Dans les premiers mois qui ont suivi la mise en service de la LGV, Air France, qui avait prévu une réduction de 50 % du trafic aérien vers Strasbourg et Mulhouse, a observé un remplissage de ses appareils supérieur à 75 % depuis le 10 juin 2007, l'« effet TGV » étant limité probablement en raison de la différence peu évidente des tarifs entre le ferroviaire et l'aérien et du manque de places.
Mais en 2008, l'aéroport de Strasbourg-Entzheim observait une baisse de 23,3 % du nombre de passagers par rapport à l'année précédente, dont 41 % pour la ligne Paris-Strasbourg. La fréquentation de l'aéroport Metz-Nancy-Lorraine, quant à elle, a baissé de 15 % en 2008, l'arrivée du TGV ayant entrainé la fermeture des lignes vers Paris et Nantes. Pour sa part, l'aéroport de Bâle-Mulhouse-Fribourg a été moins touché par la concurrence du TGV.
Au départ de Stuttgart, les compagnies low cost, TUIfly (ex-HLX) et Germanwings ont supprimé leurs liaisons avec Paris dès 2007. Lufthansa n'a plus de vol direct Stuttgart – Paris depuis 2009. La décision d'Air France de faire arriver ses avions en provenance de Zürich au terminal 2G de l'aéroport Paris-Charles-de-Gaulle a eu un impact direct sur les réservations du TGV Lyria.
Finalement, Air France a supprimé ses vols entre Strasbourg-Entzheim et Paris-Charles-de-Gaulle en avril 2013, au profit de liaisons TGV desservant la gare de l'aéroport Charles-de-Gaulle 2 TGV (dans le cadre du service « TGV Air »). En 2016, la liaison avec Paris-Orly (exploitée par la filiale HOP!) disparaît à son tour, dans la perspective de la mise en service de la deuxième phase de la LGV le 3 juillet.

### Bilan
En 2004, la ligne classique Paris – Strasbourg a été empruntée par 6,9 millions de voyageurs. La SNCF s'était fixé pour objectif d'arriver à 11,5 millions de voyageurs en 2010. Le trafic franco-allemand de voyageurs a connu une augmentation de 15 % par rapport à la première année.
Le lancement du TGV Est s'est soldé par un bilan globalement positif avec un taux de remplissage des trains particulièrement élevé pour une nouvelle ligne, aucun incident majeur d'exploitation n'étant par ailleurs à déplorer.
Néanmoins, le succès de la nouvelle ligne a paradoxalement très rapidement provoqué les premiers mécontentements, outre les tarifs élevés (20 à 30 % d'augmentation par rapport aux tarifs des liaisons par trains Corail), quant au manque de trains à certains horaires et aux retards déjà constatés, entre Paris et Reims en particulier,.
Il est par ailleurs devenu difficile pendant quelques mois de trouver une place sur les principales relations entre Paris, Reims, Nancy, Metz et Strasbourg, le TGV Est étant pris d'assaut par les voyageurs avec une augmentation spectaculaire et brutale du trafic qui n'avait pas été prévue à ce niveau (« du jamais vu » selon la SNCF) et à cause du déficit de capacité des rames TGV par rapport aux rames Corail qu'elles remplacent.
Ainsi, le taux de remplissage des rames a frisé les 100 % à la fin de l'année 2007 avec 500 000 passagers transportés en seulement seize jours d'exploitation. La sous-capacité s'explique par le nombre limité de places dans les rames TGV Réseau à un seul niveau (377 sièges), valeur inférieure à un train Corail classique, et par le nombre de rames TGV en service, 46 trains, six rames encore manquantes à l'été 2007 n'étant livrées qu'à raison de une par mois.
Ce déficit de capacité a provoqué des situations difficiles, où les contrôleurs totalement débordés ont dû faire appel à la police ferroviaire pour empêcher des clients de monter à bord à défaut d'avoir pu acheter un billet, voire de bloquer l'accès aux guichets. Cette situation a été particulièrement visible à la gare de l'Est à Paris où les travaux de la gare, toujours inachevés durant l'été 2007, ont encore accru les difficultés. Le confort des trains a lui aussi fait l'objet de critiques : les sièges sont considérés comme durs et d'un confort spartiate en seconde classe. Les rames ne comportent pas d'espace enfants, ni de toilettes accessibles aux voyageurs handicapés.
Dans un premier temps l'autoroute A4 (Paris-Reims-Strasbourg) n'a pas enregistré de chute de trafic, mais une tendance à la modification des comportements, en particulier une augmentation des trajets de moyenne distance (une centaine de kilomètres), qui pourrait trouver son origine dans la réduction de l'offre ferroviaire des trains Intercités. Mais sur l'ensemble de l'année 2007, dans un contexte global de forte augmentation de la circulation automobile, le gestionnaire a observé, par rapport au reste du réseau géré par le groupe, près d'un point de croissance de trafic en moins sur l'autoroute A4. Fin 2008, il a indiqué que la mise en service du TGV-Est avait entraîné des baisses de fréquentation de l'autoroute.
Un mois seulement après l'ouverture du service commercial, la SNCF annonçait par le biais d'un communiqué de presse avoir transporté le millionième passager de la ligne et avoir vendu plus de 1,5 million de billets. Le taux d’occupation des TGV était en moyenne de 88 % en seconde classe et 75 % en 1re classe et le taux de régularité annoncé était en moyenne de 86 %.
Le 11 novembre 2007, après seulement cinq mois d'exploitation, la SNCF indique que quatre millions de voyageurs ont emprunté le TGV Est, soit 40 % de plus qu'initialement prévu. Selon une déclaration d'Anne-Marie Idrac, présidente de la SNCF, lors de la présentation de ses vœux à la presse le 15 janvier 2008, sept millions de voyageurs ont utilisé le TGV Est depuis son lancement le 10 juin 2007. La SNCF se fixe par ailleurs comme objectif d'atteindre les dix millions de voyageurs en mars 2008.
En 2008, 11,9 millions de voyageurs ont emprunté la LGV, dont 1,2 million vers l'Allemagne (56 % vers Francfort et 44 % vers Stuttgart), 408 000 vers la Suisse et 366 000 vers le Luxembourg.
En juin 2009, la ligne a transporté 12 millions de voyageurs pendant la seconde année d'exploitation, pour atteindre un trafic cumulé de 23,2 millions depuis sa mise en service.
En juin 2010, le trafic cumulé au bout de trois années de fonctionnement atteint 36 millions de voyageurs. Sur l'ensemble de l'année 2010, la fréquentation totale est de 13 millions de passagers.
En juin 2011, le trafic cumulé au bout de quatre années de fonctionnement est de 50 millions de personnes.
En juin 2012, les chiffres montrent que, avec 60 millions de voyageurs en cinq ans, et 13 millions sur l'exercice 2011, le trafic sur la ligne à grande vitesse a progressé de 18 % par rapport à la première année d'exercice.

### Articles connexes

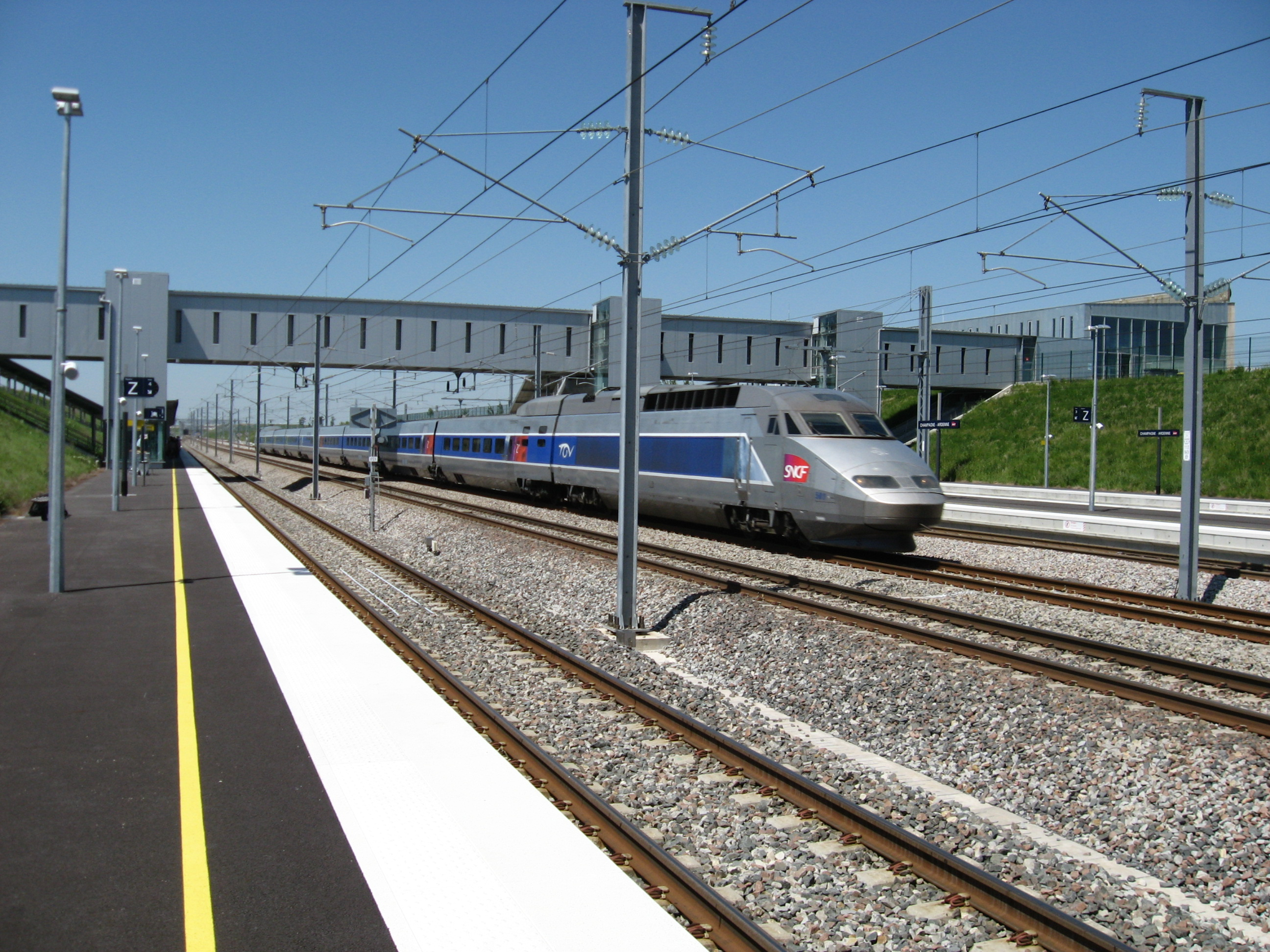
Une rame TGV Réseau traverse la gare de Champagne-Ardenne TGV.